# 香港歌手列表
本表列出香港歌手，以在香港出道的歌手為主，曾在香港發行唱片的非香港歌手亦可收入，記錄1940年代（或以前）至今出道的歌手，為統一起見均會以首部歌曲或出道香港樂壇的最早年份為準。
本表不收錄於其他地區成名後往香港發展的香港歌手，關於此類歌手請見中國內地歌手列表及台灣歌手列表。
姓名按英文字母排序，其後為中文筆劃。姓名後標註†者為已逝歌手。

## 1940年代或以前出道
男
- 新馬師曾†、梁醒波†、麥炳榮†、鍾雲山（稱號：骨子歌王）†

女
- 任劍輝†、白雪仙、芳艷芬、陳好逑†、小明星（鄧曼薇†）、張月兒†、徐柳仙†、張蕙芳†

## 1950年代出道
男
- 周聰†（1952）、鄧寄塵†（1956）、朱老丁（又名：朱頂鶴）（1953）[1]:28-29、何大傻†（1953）、阮兆輝（1953）、鄭君綿†（1958）

女
- 姚莉†（1950）、李寶瑩（1950）、冼劍麗†（稱號：子喉歌后）[2][1]:100-101（1951）、許艷秋（稱號：甜聲歌后）[1]:155-156（1953）、馮玉玲（1953）[1]:231-232、李燕萍†（1955）、伍木蘭（1956）[1]:30-31、靜婷†（1957）、鄭幗寶†（1957）、潘迪華（1959）、白艷紅、何燕燕、李慧、梁燕秋、羅麗娟†、林丹

## 1960年代出道
| 1961年（女）                                                              | 1961年（女）                                        | 1961年（女）                                                 | 1961年（女）                                                 |
| ------------------------------------------------------------------------- | --------------------------------------------------- | ------------------------------------------------------------ | ------------------------------------------------------------ |
| 林鳳†                                                                     | 崔妙芝:143-145                                      |                                                              |                                                              |
| 1962年（男）                                                              |                                                     |                                                              |                                                              |
| 譚炳文†                                                                   | 陳良忠                                              |                                                              |                                                              |
| 1962年（女）                                                              |                                                     |                                                              |                                                              |
| 李香琴†                                                                   | 鄭碧影†（Pauline Cheng）                            |                                                              |                                                              |
| 1963年（女）                                                              |                                                     |                                                              |                                                              |
| 陳寶珠（Connie Chan）                                                     | 蕭芳芳（Josephine Siao）                            |                                                              |                                                              |
| 1965年（男）                                                              |                                                     |                                                              |                                                              |
| Joe Junior                                                                | 上官流雲†                                           | 胡楓（Bowie Woo）                                            |                                                              |
| 1965年（女）                                                              |                                                     |                                                              |                                                              |
| 尹芳玲                                                                    | 南紅                                                | 陳齊頌:197                                                   | 馮寶寶（Petrina Fung）                                       |
| 鳴茜:272-273                                                              | 薛家燕（Nancy Sit）                                 | 徐小鳳（Paula Tsui）                                         | 劉鳳屏（綽號：嬌嬌女）:285-286                               |
| 1966年（男）                                                              |                                                     |                                                              |                                                              |
| 呂奇†                                                                     |                                                     |                                                              |                                                              |
| 1966年（女）                                                              |                                                     |                                                              |                                                              |
| 王愛明（Felicia Wong）                                                    | 鍾玲玲（Betty Chung）                               |                                                              |                                                              |
| 1967年（女）                                                              |                                                     |                                                              |                                                              |
| 沈殿霞†（Lydia Shum）                                                     | 苗嘉麗:102（Margaret Miller）                       |                                                              |                                                              |
| 1968年（女）                                                              |                                                     |                                                              |                                                              |
| 張德蘭（Teresa Cheung）                                                   | 森森（Sylvia Lai）                                  | 黎愛蓮†（Irene Ryder）                                       | 鍾叮噹（Lisa Cheung）                                        |
| 1969年（男）                                                              |                                                     |                                                              |                                                              |
| 葉振棠（Johnny Yip）                                                      |                                                     |                                                              |                                                              |
| 1969年（女）                                                              |                                                     |                                                              |                                                              |
| 葉德嫻（Deanie Ip）                                                       | 葉麗儀（Frances Yip）                               | 露雲娜（Rowena Ellen Cortes）                                | 吳美英                                                       |
| 奚秀蘭                                                                    |                                                     |                                                              |                                                              |
| 1960年代（組合）                                                          |                                                     |                                                              |                                                              |
| D'Topnotes 成員：Christine Samson／洛詩婷、鍾定一等                       | D'Topnotes 成員：Christine Samson／洛詩婷、鍾定一等 | 蓮花樂隊（Lotus） 成員：許冠傑、張浚英、蘇雄、李松江、周華年 | 蓮花樂隊（Lotus） 成員：許冠傑、張浚英、蘇雄、李松江、周華年 |
| 香港兒童合唱團（Hong Kong Children's Choir） 成員：霍嘉敏等（5000人以上） |                                                     |                                                              |                                                              |

## 1970年代出道
| 1970年（女）                                                          | 1970年（女）             | 1970年（女）                  | 1970年（女）                    |
| --------------------------------------------------------------------- | ------------------------ | ----------------------------- | ------------------------------- |
| 曉華／包曉華（Selina Pao）                                            | 舒雅頌:229-230           |                               |                                 |
| 1971年（男）                                                          |                          |                               |                                 |
| 鄭少秋（Adam Cheng）                                                  |                          |                               |                                 |
| 1971年（女）                                                          |                          |                               |                                 |
| 周玲寶                                                                | 陳美齡（Agnes Chan）     | 斑斑（Betty Lai）             | 甄妮（Jenny Tseng）             |
| 鄧麗君†（Teresa Teng）                                                |                          |                               |                                 |
| 1972年（男）                                                          |                          |                               |                                 |
| 文千歲（Jacky Man）                                                   | 陳浩德（Peter Chan）     |                               |                                 |
| 1972年（女）                                                          |                          |                               |                                 |
| 姚煒（Kelly Yao）                                                     | 麗莎（Lisa Wong）        |                               |                                 |
| 1972年（組合）                                                        |                          |                               |                                 |
| 溫拿樂隊（The Wynners） 成員：譚詠麟、鍾鎮濤、彭健新、葉智強、陳友    |                          |                               |                                 |
| 1973年（男）                                                          |                          |                               |                                 |
| 尹光（Jackson Wan）                                                   | 莫旭秋（Joe Mok）        | 陳任†（Joe Chan）             |                                 |
| 1973年（女）                                                          |                          |                               |                                 |
| 黃愷欣（Tomi Wong）                                                   | 甄秀儀（Amy Ying）       | 關菊英（Susanna Kwan）        |                                 |
| 1973年（組合）                                                        |                          |                               |                                 |
| 四朵金花（Four Golden Flowers） 成員：沈殿霞†、汪明荃、王愛明、張德蘭 |                          |                               |                                 |
| 1974年（男）                                                          |                          |                               |                                 |
| 許冠傑（Sam Hui）                                                     |                          |                               |                                 |
| 1974年（女）                                                          |                          |                               |                                 |
| 仙杜拉（Sandra Lang）                                                 | 汪明荃（Liza Wang）      | 華娃（Wah Wah）               | 廖小璇:274-275                  |
| 蔡麗貞（Annie Choi）                                                  |                          |                               |                                 |
| 1975年（男）                                                          |                          |                               |                                 |
| 伍衛國（Lawrence Ng）                                                 | 馮偉棠（James Fung）     | 關正傑（Michael Kwan）        |                                 |
| 1975年（女）                                                          |                          |                               |                                 |
| 蘇姍（Suzan Guterres）                                                | 鄭寶雯:327               | 葛劍青（Kimmy Got）           | 甘婉霞                          |
| 1976年（男）                                                          |                          |                               |                                 |
| 林子祥（George Lam）                                                  | 徐小明                   | 張武孝／大AL（Albert Cheung） | 黎小田†（Michael Lai）          |
| 盧海鵬                                                                | 羅文†（Roman Tam）       | 賈思樂（Louie Castro）        | 夏雨                            |
| 徐雲雄                                                                |                          |                               |                                 |
| 1976年（女）                                                          |                          |                               |                                 |
| 方伊琪（Cecilia Fong）                                                | 陳麗斯（Grace Chan）     | 歐陽珮珊†（Susanna Auyeung）  |                                 |
| 1976年（組合）                                                        |                          |                               |                                 |
| 巨人三重唱 成員：麥青、溫灼光、洪鐘                                   |                          |                               |                                 |
| 1977年（男）                                                          |                          |                               |                                 |
| 區瑞強（Albert Au）                                                   | 張國榮†（Leslie Cheung） | 許冠英†（Ricky Hui）          |                                 |
| 1977年（女）                                                          |                          |                               |                                 |
| 吳香倫（Helen Ng）                                                    | 張慧                     | 薰妮（Fanny Wang）            | 利慧詩（Gracie Rivera）         |
| 1978年（男）                                                          |                          |                               |                                 |
| 李龍基                                                                | 鄧英敏（English Tang）   |                               |                                 |
| 1978年（女）                                                          |                          |                               |                                 |
| 柳影虹（Kathrine Lau）                                                | 袁麗嫦（Lisa Yuen）      | 陳秋霞（Chelsia Chan）        | 黃思雯 / 黃鸝兒（Cecilia Wong） |
| 何家慧†（Kathy Ho）                                                   |                          |                               |                                 |
| 1979年（男）                                                          |                          |                               |                                 |
| 何國禧（Sam Ho）:66                                                   | 夏韶聲（Danny Summer）   | 泰迪羅賓（Teddy Robin）       | 張偉文（Donald Cheung）         |
| 陳迪匡（Bobby Chan）:188                                              | 陳百強†（Danny Chan）    | 蔡楓華（Ken Choi）            | 譚詠麟（Alan Tam）              |
| 麥大成†                                                               | 梁嘉倫†（Stephen Leung） |                               |                                 |
| 1979年（女）                                                          |                          |                               |                                 |
| 朱咪咪（Mimi Chu）                                                    | 周玉玲                   | 陳秀雯（Amy Chan）            | 陳美玲（Patricia Chan）         |
| 陳潔靈（Elisa Chan）                                                  | 路家敏（Queenie Lo）     | 鄧藹霖（Blanche Tang）        |                                 |

## 1980年代出道
| 1980年（男）                                                                                | 1980年（男）                                                                                | 1980年（男） | 1980年（男） |
| ------------------------------------------------------------------------------------------- | ------------------------------------------------------------------------------------------- | --- | --- |
| 張明敏                                                                                      | 鍾鎮濤（Kenny Bee）                                                                         | 夏金城（Summer Gold City）                                                                                           | 黃允財／黃韻材 |
| 黃汝燊（Sunny Wong）                                                                        | 鍾文康:346                                                                                  | 岑南羚（Lanny Shum）                                                                                                 | |
| 1980年（女）                                                                                |                                                                                             | | |
| 呂珊（Roseanne Lui）                                                                        | 陳儀馨†（Rosaline Chan）                                                                    | 曾路得（Ruth Chen）                                                                                                  | 黃杏秀（Cecilia Wong）                                                                                               |
| 楊小菁                                                                                      | 雷安娜（Annabelle Louie）                                                                   | 盧業瑂（Brenda Lo）                                                                                                  | |
| 1980年（組合）                                                                              |                                                                                             | | |
| 威鎮樂隊 成員：威利／馮偉林、馮鏡輝、Ricky、Tony、阿友:108                                  |                                                                                             | | |
| 1981年（男）                                                                                |                                                                                             | | |
| 李炳文（John Lee）                                                                          | 威利（Willie Fung）                                                                         | 彭健新（Bennett Pang）                                                                                               | 湯正川（Alex Tong）                                                                                                  |
| 劉志榮†（David Lau）                                                                        | 陳芳榮（Edwin Tanner）                                                                      | | |
| 1981年（女）                                                                                |                                                                                             | | |
| 余安安（Candice Yu）                                                                        | 杜麗莎（Teresa Carpio）                                                                     | 林志美（Samantha Lam）                                                                                               | 林嘉寶 |
| 張小英                                                                                      | 蔣麗萍（Agnes Chiang）                                                                      | 麥潔文（Connie Mak）                                                                                                 | |
| 1982年（男）                                                                                |                                                                                             | | |
| 何家勁（Kenny Ho）                                                                          | 蔡國權（Terence Tsoi）                                                                      | 鄧惠欣:278 | 盧冠廷（Lowell Lo）                                                                                                  |
| 1982年（女）                                                                                |                                                                                             | | |
| 王雅文（Carmen Wang）:8-9                                                                   | 黃綺加／王綺嘉                                                                              | 李麗蕊（Sara Lee）                                                                                                   | 姜蓓莉（Jenny Keung）                                                                                                |
| 夏妙然（Serina Ha）                                                                         | 梅艷芳†（Anita Mui）                                                                        | 景黛音（Flora King）                                                                                                 | 黃敏華:220 / 王敏華（Zeta Wong）                                                                                     |
| 龍影霞                                                                                      | 張天愛（Flora Zeta Elizabeth Cheong-Leen）                                                  | | |
| 1983年（男）                                                                                |                                                                                             | | |
| 李中浩（Joe Lee）                                                                           | 魯振順（Henry Lo）                                                                          | 楊彼得 | 彭嘉華（Paul Pang）                                                                                                  |
| 1983年（女）                                                                                |                                                                                             | | |
| 李麗霞／黑妹                                                                                | 沈金玲 / 沈金鈴（Kam Sum）                                                                  | 黃露儀／黃鶯鶯（Tracy Huang）                                                                                        | 蔡琴 |
| 鮑翠薇（Michelle Pau）                                                                      | 蘇芮（Julie Sue）                                                                           | | |
| 1983年（組合）                                                                              |                                                                                             | | |
| Chyna樂隊 成員：Donald Ashley、藍戰士三子等:32-33,39:116                                    | Chyna樂隊 成員：Donald Ashley、藍戰士三子等:32-33,39:116                                    | 四月之聲 成員：陳芳榮、孔慶端、楊淑貞、曾路得、陳碧清、凌東成等                                                      | 四月之聲 成員：陳芳榮、孔慶端、楊淑貞、曾路得、陳碧清、凌東成等                                                      |
| 1984年（男）                                                                                |                                                                                             | | |
| 呂方（David Lui）                                                                           | 張國強（KK）                                                                                | 成龍（Jackie Chan）                                                                                                  | 溫兆倫（Deric Wan）                                                                                                  |
| 1984年（女）                                                                                |                                                                                             | | |
| 何嘉麗（Susanne Ho）                                                                        | 林珊珊／林姍姍（Sandy Lamb）                                                                | 張南雁（Yvonne Cheung）                                                                                              | 陳慧嫻（Priscilla Chan）                                                                                             |
| 陳樂敏（Monica Chan）                                                                       | 葉蒨文（Sally Yeh）                                                                         | 黎芷珊（Luisa Maria Leitão）                                                                                         | |
| 1984年（組合）                                                                              |                                                                                             | | |
| 「蟬」樂隊 成員：馮禮慈、許素瑩、譚國偉、彭滿圓等:26-27:91                                  | 「蟬」樂隊 成員：馮禮慈、許素瑩、譚國偉、彭滿圓等:26-27:91                                  | 小虎隊（Little Tigers） 成員：胡渭康、蔣慶龍、林利、孫明光                                                           | 小虎隊（Little Tigers） 成員：胡渭康、蔣慶龍、林利、孫明光                                                           |
| 高速啤機 成員：黃貫中、葉世榮、鄧煒謙、馬永基                                               | 高速啤機 成員：黃貫中、葉世榮、鄧煒謙、馬永基                                               | 黑鳥樂隊 成員：郭達年、Cassi:26-27,37-38:101-102                                                                     | 黑鳥樂隊 成員：郭達年、Cassi:26-27,37-38:101-102                                                                     |
| 1985年（男）                                                                                |                                                                                             | | |
| 周啟生（Dominic Chow）                                                                      | 孫明光                                                                                      | 張學友（Jacky Cheung）                                                                                               | 郭小霖（Alvin Kwok）                                                                                                 |
| 劉德華（Andy Lau）                                                                          | 元彪（Yuen Piu）                                                                            | | |
| 1985年（女）                                                                                |                                                                                             | | |
| 吳夏萍（Ellen Ng）                                                                          | 林憶蓮（Sandy Lam）                                                                         | 花本蘭（Teresa Fahr）                                                                                                | |
| 鄧麗盈（Joann Tang）                                                                        | 鄺美雲（Cally Kwong）                                                                       | 魏綺清（Bertha Ngai）                                                                                                | |
| 1985年（組合）                                                                              |                                                                                             | | |
| 小島樂隊 成員：黎允文、區新明、黃守發等                                                     | 小島樂隊 成員：黎允文、區新明、黃守發等                                                     | 開心少女組 成員：羅美薇、陳加玲／陳嘉玲、袁潔瑩、林姍姍、羅明珠†、柏安妮、李麗珍、何佩兒、林穎嫺、傅明憲／孫慧、黎姿 | 開心少女組 成員：羅美薇、陳加玲／陳嘉玲、袁潔瑩、林姍姍、羅明珠†、柏安妮、李麗珍、何佩兒、林穎嫺、傅明憲／孫慧、黎姿 |
| 皇妃樂隊（Lady Diana） 成員：安格斯、李振權、林志楊、Melchior Sarreal:27-28:97-98           |                                                                                             | | |
| 1986年（男）                                                                                |                                                                                             | | |
| 李克勤（Hacken Lee）                                                                        | 杜德偉（Alex To）                                                                           | 倫永亮（Anthony Lun）                                                                                                | 梁朝偉（Tony Leung）                                                                                                 |
| 羅嘉良（Gallen Lo）                                                                         |                                                                                             | | |
| 1986年（女）                                                                                |                                                                                             | | |
| 上山詩鈉／上山安娜（Anna Ueyama）                                                           | 林楚麒（Gina Lam）                                                                          | 陳慧麗（Vivien Chan）                                                                                                | 曾慶瑜（Regina Tsang）                                                                                               |
| 劉天蘭（Tina Lau）                                                                          | 劉美君（Prudence Liew）                                                                     | | |
| 1986年（組合）                                                                              |                                                                                             | | |
| Douceurs Doux 成員：吳莉莉、吳婉兒:28-29:118                                                | Douceurs Doux 成員：吳莉莉、吳婉兒:28-29:118                                                | Raidas 成員：黃耀光、陳德彰                                                                                          | Raidas 成員：黃耀光、陳德彰                                                                                          |
| 凡風樂隊 成員：區新明、崔炎德:5:31-32:93                                                    | 凡風樂隊 成員：區新明、崔炎德:5:31-32:93                                                    | 川鳴樂隊 成員：顏福偉、梁兆輝、潘健康:93                                                                             | 川鳴樂隊 成員：顏福偉、梁兆輝、潘健康:93                                                                             |
| 太極樂隊（Taichi） 成員：劉賢德、盛旦華、朱翰博、唐奕聰†、雷有輝、鄧建明、雷有曜            | 太極樂隊（Taichi） 成員：劉賢德、盛旦華、朱翰博、唐奕聰†、雷有輝、鄧建明、雷有曜            | 赤道樂隊 成員：吳潔梅、楊淑貞、郭多加、譚佩芬、劉向榮、蔣忠漢:33:33,36,46:96-97                                      | 赤道樂隊 成員：吳潔梅、楊淑貞、郭多加、譚佩芬、劉向榮、蔣忠漢:33:33,36,46:96-97                                      |
| 浮世繪（Life Exhibition） 成員：梁翹柏、劉志遠等:104-105                                    | 浮世繪（Life Exhibition） 成員：梁翹柏、劉志遠等:104-105                                    | 達明一派（Tat Ming Pair） 成員：劉以達、黃耀明                                                                       | 達明一派（Tat Ming Pair） 成員：劉以達、黃耀明                                                                       |
| 齊成（TsaiShing） 成員：周功成、翁家齊                                                      | 齊成（TsaiShing） 成員：周功成、翁家齊                                                      | 900列車 成員：洪靜文、盧美艷、邱卓岳、林少強                                                                         | 900列車 成員：洪靜文、盧美艷、邱卓岳、林少強                                                                         |
| 1987年（男）                                                                                |                                                                                             | | |
| 吳國敬（Eddie Ng）                                                                          | 李錦華（Derek Li）                                                                          | 杜德智（Orlando To）                                                                                                 | 林敏驄（Andrew Lam）                                                                                                 |
| 區耀國（Jacky Au）                                                                          | 張立基（Norman Cheung）                                                                     | 陳山河（Christopher Chan）                                                                                           | 傅振榮（Simon Fu）                                                                                                   |
| 黃凱芹（Christopher Wong）                                                                  | 蔣志光（Ram Chiang）                                                                        | 鄭子固（Kenny Cheng）                                                                                                | 鄭浩南（Mark Cheng）                                                                                                 |
| 鄭敬基（Joe Cheng）                                                                         | 顏福偉（Stephen Gan）                                                                       | | |
| 1987年（女）                                                                                |                                                                                             | | |
| 文佩玲（Jacqueline Man）                                                                    | 方心美（Belinda Fong）                                                                      | 方曉虹（Angela Fong）                                                                                                | 余劍明（Lucina Yu）                                                                                                  |
| 肥媽（Maria Cordero）                                                                       | 胡美儀（Amy Wu）                                                                            | 陳松伶／陳松齡（Adia Chan）                                                                                          | 陳曉慧（Shirley Chan）                                                                                               |
| 黃寶欣（Sarah Wong）:226                                                                    | 甄楚倩（Yolinda Yan）                                                                       | 羅佩芝（Doris Law）                                                                                                  | |
| 1987年（組合）                                                                              |                                                                                             | | |
| Beyond 成員：黃家駒†、黃貫中、黃家強、葉世榮                                                | Beyond 成員：黃家駒†、黃貫中、黃家強、葉世榮                                                | Cocos樂隊 成員：葉其美、曾偉賢、Martin Yu:37,45-46:118                                                               | Cocos樂隊 成員：葉其美、曾偉賢、Martin Yu:37,45-46:118                                                               |
| Fundamental 成員：陳光榮、楊漢源、符元偉、胡玉儀、勞國超、劉家煌:403:40-41,44:76-77:120-121 | Fundamental 成員：陳光榮、楊漢源、符元偉、胡玉儀、勞國超、劉家煌:403:40-41,44:76-77:120-121 | Lyons 成員：蘇善盈、陳曦、胡志榮、盧卓凡、孫有坤、孫振光                                                             | Lyons 成員：蘇善盈、陳曦、胡志榮、盧卓凡、孫有坤、孫振光                                                             |
| Minimal 成員：李端嫻、亞里安†等:48:121                                                      | Minimal 成員：李端嫻、亞里安†等:48:121                                                      | The Martyr 成員：Kenny、Alien、Mayfair Z（亞式）、Felix                                                              | The Martyr 成員：Kenny、Alien、Mayfair Z（亞式）、Felix                                                              |
| Zion 成員：孫國華、黃貫其等                                                                 | Zion 成員：孫國華、黃貫其等                                                                 | 友誼接觸 成員：林伊笙、張國祖、鄭子固、伍傑志、馮偉基:39-40:109                                                      | 友誼接觸 成員：林伊笙、張國祖、鄭子固、伍傑志、馮偉基:39-40:109                                                      |
| 風雲樂隊（Wind & Cloud） 成員：鄭敬基、陳少偉:112:36-37                                     | 風雲樂隊（Wind & Cloud） 成員：鄭敬基、陳少偉:112:36-37                                     | 激情姊妹花 成員：不詳                                                                                                | 激情姊妹花 成員：不詳                                                                                                |
| 藍戰士（Blue Jeans） 成員：黃良昇、蘇德華、單立文、鄧祖德、霍兆強                           | 藍戰士（Blue Jeans） 成員：黃良昇、蘇德華、單立文、鄧祖德、霍兆強                           | 邊界樂隊（BORDERLINE） 成員：白嘉倩、黃偉年、張鐵虎、廖國雄、林錦華:76:102-103                                       | 邊界樂隊（BORDERLINE） 成員：白嘉倩、黃偉年、張鐵虎、廖國雄、林錦華:76:102-103                                       |
| 1988年（男）                                                                                |                                                                                             | | |
| 李達成:54                                                                                   | 阮兆祥（Louis Yuen）                                                                        | 周潤發 | 胡建中（Jeffrey Hwu）                                                                                                |
| 許志安（Andy Hui）                                                                          | 黃翊                                                                                        | | |
| 1988年（女）                                                                                |                                                                                             | | |
| 方麗盈（Cindy Fong）                                                                        | 江欣燕（Elvina Kong）                                                                       | 吳潔梅（Florence Ng）                                                                                                | 李明珠（Pearl Lee）                                                                                                  |
| 李珊珊／李美欣／黃早慧                                                                      | 周美茵（Eugenia Chow）                                                                      | 周慧敏（Vivian Chow）                                                                                                | 柏安妮（Annie Bridgewater）                                                                                          |
| 蔡立兒（Cherrie Choi）                                                                      | 瞿培英（Daisy Kui）                                                                         | 孟素伶（Clara Man）                                                                                                  | |
| 1988年（組合）                                                                              |                                                                                             | | |
| AB Two 成員：貝聶名、馮狄榮:40:113                                                          | AB Two 成員：貝聶名、馮狄榮:40:113                                                          | 城市節拍（City Beat） 成員：劉諾生、陳華添、占潤發、謝友寧、李克:401:41-42:76-77:116-117                             | 城市節拍（City Beat） 成員：劉諾生、陳華添、占潤發、謝友寧、李克:401:41-42:76-77:116-117                             |
| 民間傳奇 成員：霍兆強、陳國基、王路明、余遠鳴:40:77:109-110                                 | 民間傳奇 成員：霍兆強、陳國基、王路明、余遠鳴:40:77:109-110                                 | 草蜢（The Grasshopper） 成員：蘇志威、蔡一傑、蔡一智                                                                 | 草蜢（The Grasshopper） 成員：蘇志威、蔡一傑、蔡一智                                                                 |
| 夢劇院（Paradox） 成員：李敏、劉文娟                                                        |                                                                                             | | |
| 1989年（男）                                                                                |                                                                                             | | |
| 仇雲峰（Tommy Shou）                                                                        | 王傑（Dave Wang）                                                                           | 丘方倫 | 李健達（Douglas Li）                                                                                                 |
| 林保怡（Bowie Lam）                                                                         | 陳德彰（Thomas Chan）                                                                       | 麥偉豪（Benny Mak）                                                                                                  | 譚耀文（Patrick Tam）                                                                                                |
| 蘇永康（William So）                                                                        | 麥德威／麥德和（Peter Mak）                                                                 | 黃霑†（James Wong）                                                                                                  | |
| 1989年（女）                                                                                |                                                                                             | | |
| 王芷玲                                                                                      | 王虹                                                                                        | 王菲／王靖雯（Faye Wong）                                                                                            | 梁安琪（Angel Leung）                                                                                                |
| 梅愛芳†（Ann Mui）                                                                          | 陳思彤（Stella Chan）                                                                       | 彭家麗（Angela Pang）                                                                                                | 蔡齡齡†（Aling Choi）                                                                                                |
| 鄭婉雯（Camy Cheng）                                                                        | 鄭瑞芬（Fanny Cheng）                                                                       | 關淑怡（Shirley Kwan）                                                                                               | 寶佩如（Baby Po） |
| 1989年（組合）                                                                              |                                                                                             | | |
| Crystal Zone／水晶迷 成員：與杜麗莎胞弟弗烈相關人士:47-48:77-78:103-104                     | Crystal Zone／水晶迷 成員：與杜麗莎胞弟弗烈相關人士:47-48:77-78:103-104                     | D'Spectacles 成員：龍影霞等:46:112-113                                                                               | D'Spectacles 成員：龍影霞等:46:112-113                                                                               |
| Echo 成員：李蕙敏、區海倫:118-119                                                           | Echo 成員：李蕙敏、區海倫:118-119                                                           | Juno's Infant／Juno 成員：Allen Law、Morris Wong、Timmy Lok、Coren Cheung等                                          | Juno's Infant／Juno 成員：Allen Law、Morris Wong、Timmy Lok、Coren Cheung等                                          |
| 風之Group 成員：方樹樑、王渭妮:111:47:104                                                   | 風之Group 成員：方樹樑、王渭妮:111:47:104                                                   | 亂 (Lunatik) 成員：蔡力健、何國才、呂世勇:47:91                                                                      | 亂 (Lunatik) 成員：蔡力健、何國才、呂世勇:47:91                                                                      |
| 軟硬天師（Softhard） 成員：林海峰、葛民輝                                                   | 軟硬天師（Softhard） 成員：林海峰、葛民輝                                                   | 曾志偉、林敏聰（Eric Tsang , Andrew Lam）                                                                            | 曾志偉、林敏聰（Eric Tsang , Andrew Lam）                                                                            |

## 1990年代出道
| 1990年（男） | 1990年（男） | 1990年（男）                                                                     | 1990年（男）                                                                     |
| --- | --- | -------------------------------------------------------------------------------- | -------------------------------------------------------------------------------- |
| 姚志漢（Joel Yiu） | 袁志偉（Ronnie Yuen）                                                                                               | 梁球（Leung Kau）                                                                | 莫鎮賢（Kan Mok）                                                                |
| 陳少偉（Ringo Chan） | 曾航生（Sam Tsang）                                                                                                 | 黎明（Leon Lai）                                                                 | 劉祖兒（Joi Lau）                                                                |
| 劉漢樂（Louis Lau） | 蔡濟文（Raymond Choi）                                                                                              |                                                                                  |                                                                                  |
| 1990年（女） | |                                                                                  |                                                                                  |
| 吳婉芳（May Ng） | 韋綺姍（Rita Maria Carpio）                                                                                         | 陳雅雯（Queenie Chan）                                                           | 彭羚（Cass Phang）                                                               |
| 鄭秀文（Sammi Cheng） | 袁鳳瑛（Shirley Yuen）                                                                                              | 馮夏賢（Eli Fung）                                                               | 戴蘊慧（Candice Tai）                                                            |
| 1990年（組合） | |                                                                                  |                                                                                  |
| Face To Face 成員：蔡慧玲、吳少芳†:51:120 | Face To Face 成員：蔡慧玲、吳少芳†:51:120                                                                           | Huh!? 成員：添、Ian、Edmund、明:78                                               | Huh!? 成員：添、Ian、Edmund、明:78                                               |
| V-Turbo 成員：亞平、文仔、Russell、Wing:52:122-123 | V-Turbo 成員：亞平、文仔、Russell、Wing:52:122-123                                                                  | 中葉 成員：張子夫、歐嘉麗                                                        | 中葉 成員：張子夫、歐嘉麗                                                        |
| 新青年 成員：區新明、郭啟華:51:105 | 新青年 成員：區新明、郭啟華:51:105                                                                                  | 廖偉雄、胡大為                                                                   | 廖偉雄、胡大為                                                                   |
| 1991年（男） | |                                                                                  |                                                                                  |
| 李國祥†（K.C. Lee） | 梁漢文（Edmond Leung）                                                                                              | 郭富城（Aaron Kwok）                                                             | 黃耀明（Anthony Wong）                                                           |
| 劉錫明（Canti Lau） | 歐陽德勛（Tak Fan Au Yeung）                                                                                        | 蔡興麟（Gary Chua）                                                              | 鄭梓浩（Brian Cheng）                                                            |
| 譚偉權（Gary Tam） | 顏聯武（Gary Ngan）                                                                                                 |                                                                                  |                                                                                  |
| 1991年（女） | |                                                                                  |                                                                                  |
| 李美鳳（Elizabeth Lee） | 周影（Shadow Chow）                                                                                                 | 施偉芝†（Sandy Carpio）                                                          | 方季韋／方季惟（Sophia Fang）                                                    |
| 溫碧霞（Irene Wan） | 劉小慧（Winnie Lau）                                                                                                | 劉文娟（Yvonne Lau）                                                             | 劉彩玉（Pat Lew）                                                                |
| 黎明詩†（Stephanie Lai） | 黎瑞恩（Vivian Lai）                                                                                                | 譚又銘（Cecilia Tam）                                                            |                                                                                  |
| 1991年（組合） | |                                                                                  |                                                                                  |
| Purple Heart 成員：白嘉倩、黃偉年 | Purple Heart 成員：白嘉倩、黃偉年                                                                                   | Rose Garden 成員：王慶生、李漢金、曾家謀、溫浩傑、呂明佳                         | Rose Garden 成員：王慶生、李漢金、曾家謀、溫浩傑、呂明佳                         |
| 民藝復興（Endeavour） 成員：黃志淙、馮炳輝、陳紀澤 | 民藝復興（Endeavour） 成員：黃志淙、馮炳輝、陳紀澤                                                                  | 花生女郎（PP Gals） 成員：蘇美欣、袁麗麗、陳雪燕、張可頤                         | 花生女郎（PP Gals） 成員：蘇美欣、袁麗麗、陳雪燕、張可頤                         |
| 1992年（男） | |                                                                                  |                                                                                  |
| 甘子暉 | 何寶生（Timmy Ho）                                                                                                  | 李家明（Justin Lee）                                                             | 林志穎（Jimmy Lin）                                                              |
| 張智霖（Julian Cheung） | 張衛健（Dicky Cheung）                                                                                              | 許子聰（Jeffrey Hui）                                                            | 陸家俊（Hunning Luk）                                                            |
| 鄭伊健（Ekin Cheng） | 鄭柏林（Jacky Cheng）                                                                                               | 黎允文（Henry Lai）                                                              |                                                                                  |
| 1992年（女） | |                                                                                  |                                                                                  |
| 何婉盈（Elaine Ho） | 何詠琳（Jana Ho）                                                                                                   | 李樂詩（Joyce Lee）                                                              | 林帆（Evelyn Lam）                                                               |
| 唐韋琪（Vikki Tong） | 梁雁翎（Annie Leung）                                                                                               | 湯寶如（Karen Tong）                                                             | 葉子楣（Amy Yip）                                                                |
| 葉玉卿（Veronica Yip） | 梁詠琳（Jay Leung）                                                                                                 |                                                                                  |                                                                                  |
| 1992年（組合） | |                                                                                  |                                                                                  |
| AMK 成員：關勁松†、麥海珊、許惠琛、玲玲（鼓機）:79 | AMK 成員：關勁松†、麥海珊、許惠琛、玲玲（鼓機）:79                                                                  | 豹小子 成員：吳仕龍、李東元                                                      | 豹小子 成員：吳仕龍、李東元                                                      |
| 豹父子 成員：秦煌、吳鎮宇 | 豹父子 成員：秦煌、吳鎮宇                                                                                           | 劉以達與夢（Tats Lau with Dream） 成員：劉以達、阿夢                             | 劉以達與夢（Tats Lau with Dream） 成員：劉以達、阿夢                             |
| 1993年（男） | |                                                                                  |                                                                                  |
| 李迪文（Dick Lee） | 吳奇隆（Nicky Wu）                                                                                                  | 周華健（Wakin／Emil Chau）                                                       | 林俊賢（Wilson Lam）                                                             |
| 胡越山（John Wu） | 孫富錦（Ken Suen）                                                                                                  | 徐鎮東                                                                           | 馬浚偉（Steven Ma）                                                              |
| 張志遠（Samson Cheung） | 莫少聰（Max Mok）                                                                                                   | 湯少昌（Carson Tong）                                                            | 鄭嘉穎（Kevin Cheng）                                                            |
| 1993年（女） | |                                                                                  |                                                                                  |
| 王馨平（Linda Wong） | 白嘉倩（Karsin Bak）                                                                                                | 伊能靜（Annie Yi）                                                               | 江希文（Liz Kong）                                                               |
| 吳君如（Sandra Ng） | 李麗珍（Loletta Lee）                                                                                               | 車婉婉／車沅沅（Stephanie Che）                                                  | 袁潔瑩（Fennie Yuen）                                                            |
| 劉玉翠（Rain Lau） | 莫文蔚（Karen Mok）                                                                                                 | 許秋怡（Maple Hui）                                                              | 楊采妮（Charlie Young）                                                          |
| 邱綺玲（Esther Yau） | 葉蘊儀（Gloria Yip）                                                                                                | 鄒靜（Jessica Chau）                                                             | 黎姿（Gigi Lai）                                                                 |
| 馮曉文（Michelle Fung） | |                                                                                  |                                                                                  |
| 1993年（組合） | |                                                                                  |                                                                                  |
| Girl Friends 成員：劉麗瓊（Rita）、葉慧虹（April）、鄭少玲（Amy） | Girl Friends 成員：劉麗瓊（Rita）、葉慧虹（April）、鄭少玲（Amy）                                                   | 石頭樂隊（ER） 成員：謝昭光、阮雲峰                                              | 石頭樂隊（ER） 成員：謝昭光、阮雲峰                                              |
| 1994年（男） | |                                                                                  |                                                                                  |
| 古巨基（Leo Ku） | 邰正宵（Samuel Tai）                                                                                                | 金城武（Takeshi Kaneshiro）                                                      | 洪楗華（Ian Hung）                                                               |
| 范振鋒（Ricky Fan） | 孫耀威（Eric Suen）                                                                                                 | 海俊傑（Gabriel Harrison）                                                       | 區紹偉（Patrick Au）                                                             |
| 曹永廉（Raymond Cho） | 陳山聰（Joel Chan）                                                                                                 | 陳永業（Ariff Chan）                                                             | 鍾嘉興（Arthur Chung）                                                           |
| 蘇有朋（Alec Su） | 巫啟賢（Eric Moo）                                                                                                  |                                                                                  |                                                                                  |
| 1994年（女） | |                                                                                  |                                                                                  |
| 田蕊妮（Kristal Tin） | 吳倩蓮（Jacklyn Wu）                                                                                                | 李沁怡                                                                           | 李婉華（Anita Lee）                                                              |
| 李莉莉（Lily Li） | 李蕙敏（Amanda Lee）                                                                                                | 張玉珊（Shirley Cheung）                                                         | 陳奕（Cicy Chan）                                                                |
| 陳雅倫（Ellen Chan） | 陳德容（Vivian Chen）                                                                                               | 馮博娟（Kennies Fung）                                                           | 趙學而（Bondy Chiu）                                                             |
| 劉雅麗（Alice Lau） | 黎瑞蓮（Sagas Lai）                                                                                                 | 蘇慧倫（Tarcy Su）                                                               | 劉嘉玲（Carina Lau）                                                             |
| 關之琳（Rosamund Kwan） | |                                                                                  |                                                                                  |
| 1994年（組合） | |                                                                                  |                                                                                  |
| Anodize 成員：孫國華、黃貫其、鄭華勝、麥文威、陳匡榮†:74-75 | Anodize 成員：孫國華、黃貫其、鄭華勝、麥文威、陳匡榮†:74-75                                                         | CD Voice 成員：譚日康、陳智榮                                                    | CD Voice 成員：譚日康、陳智榮                                                    |
| Highway 成員：鄭楚萍、蘇如紅、羅旭海、唐鉅宏 | Highway 成員：鄭楚萍、蘇如紅、羅旭海、唐鉅宏                                                                        | NC Girls 成員：陳海恆、林寄韻、丘凱敏                                            | NC Girls 成員：陳海恆、林寄韻、丘凱敏                                            |
| 風火海（Wind·Sea·Fire） 成員：陳小春、謝天華、朱永棠 | 風火海（Wind·Sea·Fire） 成員：陳小春、謝天華、朱永棠                                                                | 張崇基、張崇德（Andrew Cheung, Peter Cheung）                                    | 張崇基、張崇德（Andrew Cheung, Peter Cheung）                                    |
| 1995年（男） | |                                                                                  |                                                                                  |
| 紅豆／王真顏／王立勇 | 何偉圖（Alan Ho）                                                                                                   | 李俊傑（Jacky Li）                                                               | 唐文龍（Michael Tong）                                                           |
| 康賢（Hong Yin） | 郭晉安（Roger Kwok）                                                                                                | 陳建穎（Ray Chan）                                                               | 陳浩民（Benny Chan）                                                             |
| 陳曉東（Daniel Chan） | 曾國銘（Johnny Tseng）                                                                                              | 黃秋生（Anthony Wong）                                                           | 劉諾生（John Laudon）                                                            |
| 鍾漢良（Wallace Chung） | 謝明（Ming Tse） |                                                                                  |                                                                                  |
| 1995年（女） | |                                                                                  |                                                                                  |
| 王翠玲（Angel Wong） | 伍婉琛 | 伍詠薇（Christine Ng）                                                           | 李玟†（CoCo Lee）                                                                |
| 周海媚†（Kathy Chau） | 邱穎欣（Joice Yau）                                                                                                 | 翁虹（Yvonne Yung）                                                              | 馬怡靜（Eugenia Ma）                                                             |
| 陳慧琳（Kelly Chen） | 甄慧文 | 羅敏莊（Mimi Lo）                                                                | 戴恩玲（Anna Tai）                                                               |
| 1995年（組合） | |                                                                                  |                                                                                  |
| Art Gallery 成員：蔡少英（Rose）、黃偉光 | Art Gallery 成員：蔡少英（Rose）、黃偉光                                                                            | Black Box 成員：張佳添（Clayton）、林健華（Joannes）、陳偉剛（Alex）             | Black Box 成員：張佳添（Clayton）、林健華（Joannes）、陳偉剛（Alex）             |
| Multiplex 成員：梁基爵、Grace、張茵 | Multiplex 成員：梁基爵、Grace、張茵                                                                                 | Twilight 成員：不詳                                                              | Twilight 成員：不詳                                                              |
| Virus 成員：李嘉強等 | Virus 成員：李嘉強等                                                                                                | Zen 成員：黃和興（Addison）、鄭偉鴻（Martin）、鄧明輝（James）、關禮琛（Pesky）  | Zen 成員：黃和興（Addison）、鄭偉鴻（Martin）、鄧明輝（James）、關禮琛（Pesky）  |
| 天織堂 成員：方文、張逸莉、黎允文 | 天織堂 成員：方文、張逸莉、黎允文                                                                                   | 午夜飛行（Midnight Flight） 成員：不詳                                           | 午夜飛行（Midnight Flight） 成員：不詳                                           |
| 夏日風采（Summer Grace） 成員：郭雯雯、郭燕燕 | 夏日風采（Summer Grace） 成員：郭雯雯、郭燕燕                                                                       | 幕後玩家 成員：羅金榮、許日佳、郭熾賢                                            | 幕後玩家 成員：羅金榮、許日佳、郭熾賢                                            |
| 荔枝王（King Ly Chee） 成員：Riz Farooqi、Warrick Harniess、Stephane Wong、Ian Cruz、Alex Chung、Andy Chung、Fei Hin、李健宏、Ming So、Pong Law、G Tsui、Kin Man Leung、Egas Mateus Da Silva、Kent Wong 、Brian Chi Wong、Joe Wu、Ho Chan、Ivan Wing de Souza | |                                                                                  |                                                                                  |
| 1996年（男） | |                                                                                  |                                                                                  |
| 李忠希／李中希（Jones Lee） | 邱龍 | 許建邦（Cliff Hsui）                                                             | 陳奕迅（Eason Chan）                                                             |
| 曾仕賢（Jason Tsang） | 鄭中基（Ronald Cheng）                                                                                              | 羅堅（Lincoln Lo）                                                               | 梁家輝（Tony Leung）                                                             |
| 1996年（女） | |                                                                                  |                                                                                  |
| 何超儀（Josie Ho） | 李華月（Julie Riva）                                                                                                | 胡蓓蔚（Paisley Wu）                                                             | 胡凱欣（Jaisy Wu）                                                               |
| 梁詠琪（Gigi Leung） | 郭靜（Lois Kwok）                                                                                                   | 楊千嬅（Miriam Yeung）                                                           | 陳漢詩（Jennifer Chan）                                                          |
| 蔡安蕎（Andrea Choi） | 蔣卓樂（Maggie Tziong）                                                                                             |                                                                                  |                                                                                  |
| 1996年（組合） | |                                                                                  |                                                                                  |
| Black And Blue 成員：Charles、盧巧音等 | Black And Blue 成員：Charles、盧巧音等                                                                              | Dry 成員：雷頌德、馮德倫                                                         | Dry 成員：雷頌德、馮德倫                                                         |
| Jackal's Dream 成員：不詳 | |                                                                                  |                                                                                  |
| 1997年（男） | |                                                                                  |                                                                                  |
| 林海峰（Jan Lamb） | 胡諾言（Jack Wu）                                                                                                   | 郭子言（Andy Kwok）                                                              | 陳小春（Jordan Chan）                                                            |
| 黎駿（Benny Lai） | 謝霆鋒（Nicholas Tse）                                                                                              | 吳文笙                                                                           |                                                                                  |
| 1997年（女） | |                                                                                  |                                                                                  |
| 丘采樺（Frennie Hew） | 朱茵（Athena Chu）                                                                                                  | 朱潔儀（Donna Chu）                                                              | 李君（JoJo Lee）                                                                 |
| 沈魚（Shum Y） | 姚安娜／姚琇齡（Lilith Yiu）                                                                                        | 宣萱（Jessica Hsuan）                                                            | 紀茹璟／紀焱焱（Zoe Ki）                                                         |
| 張惠妹（aMEI） | 陳琪（Angel Chan）                                                                                                  | 黃浩詩／黃翠珊（Susan Wong）                                                     | 譚小環（Halina Tam）                                                             |
| 1997年（組合） | |                                                                                  |                                                                                  |
| T&T 成員：謝凱珊等 | T&T 成員：謝凱珊等                                                                                                  | Tequila 成員：不詳                                                               | Tequila 成員：不詳                                                               |
| 余力機構（YLK Organization） 成員：余力姬、陳輝陽、因葵 | |                                                                                  |                                                                                  |
| 1998年（男） | |                                                                                  |                                                                                  |
| 吳啟華（Lawrence Ng） | 周俊偉（Lawrence Chou）                                                                                             | 劉愷威（Hawick Lau）                                                             | 陳展鵬（Ruco Chan）                                                              |
| 1998年（女） | |                                                                                  |                                                                                  |
| 何嘉莉（Lillian Ho） | 吳佩慈（Pace Wu）                                                                                                   | 袁詠儀（Anita Yuen）                                                             | 陳寶蓮†（Pauline Chan）                                                          |
| 葉佩雯（Grace Ip） | 盧巧音（Candy Lo）                                                                                                  | 許思行（Michelle Hui）                                                           | 趙芬妮 (Frances Chiu)                                                            |
| 1998年（組合） | |                                                                                  |                                                                                  |
| 異人問津館 成員：丁偉斌、陳家慶、翁國賢 | 異人問津館 成員：丁偉斌、陳家慶、翁國賢                                                                             | 粉紅A                                                                            | 粉紅A                                                                            |
| 1999年（男） | |                                                                                  |                                                                                  |
| 何潤東（Peter Ho） | 恭碩良（Jun Kung）                                                                                                  | 黃子華（Dayo Wong）                                                              |                                                                                  |
| 1999年（女） | |                                                                                  |                                                                                  |
| 林心如（Ruby Lin） | 活希兒（Fiona Braidwood）                                                                                           | 容祖兒（Joey Yung）                                                              | 張栢芝（Cecilia Cheung）                                                         |
| 張茵（Yennis Cheung） | 蕭瀟（Ruby Siu） | 戴辛尉／戴威葳（Wancy Tai）                                                      | 蓋世寶（LuLu Kai）                                                               |
| 1999年（組合） | |                                                                                  |                                                                                  |
| 大懶堂（LMF） 成員：陳廣仁、陳偉雄、梁永傑、孫國華、李燦森、陳匡榮†、張進偉、麥文威、李健宏、梁偉庭、洪柏琪、鄭華勝 | 大懶堂（LMF） 成員：陳廣仁、陳偉雄、梁永傑、孫國華、李燦森、陳匡榮†、張進偉、麥文威、李健宏、梁偉庭、洪柏琪、鄭華勝 | Swing 成員：郭偉亮、陳哲廬                                                       | Swing 成員：郭偉亮、陳哲廬                                                       |
| 有耳非文 成員：高郁斐 | 有耳非文 成員：高郁斐                                                                                               | 星盒子（Boxx） 成員：徐繼宗、區永權、陳鳳                                        | 星盒子（Boxx） 成員：徐繼宗、區永權、陳鳳                                        |
| 四方果（Squarefruit） 成員：許惠琛 | 四方果（Squarefruit） 成員：許惠琛                                                                                  | 壞碑唇 成員：Chris Ho、Ben Li、DJ P-vibe、Zon Lee（較前期）、Tim Lui等（較後期） | 壞碑唇 成員：Chris Ho、Ben Li、DJ P-vibe、Zon Lee（較前期）、Tim Lui等（較後期） |
| 汗 成員：黃貫中、恭碩良、麥文威、夏健龍／Dino Acconci | |                                                                                  |                                                                                  |

## 2000年代出道
| 2000年（男） | 2000年（男） | 2000年（男）                                                                        | 2000年（男）                                                                        |
| --- | --- | ----------------------------------------------------------------------------------- | ----------------------------------------------------------------------------------- |
| 尹子維（Terence Yin） | 古天樂（Louis Koo） | 江華（Kwong Wah）                                                                   | 李思捷（Johnson Lee）                                                               |
| 張家輝（Nick Cheung） | 張德豪 | 陳冠希（Edison Chen）                                                               | 漢洋／林漢洋（Terence Lam）                                                         |
| 鄧昊天／鄧展驊（Andy Tang） | 志安哥哥（Zeongogo） |                                                                                     |                                                                                     |
| 2000年（女） | |                                                                                     |                                                                                     |
| The Pancakes | 丁菲飛 | 小雪（Elle Choi）                                                                   | 古倩敏（Ivy Koo）                                                                   |
| 李彩樺（Rain Li） | 李紫昕（Purple Lee） | 陳慧珊（Flora Chan）                                                                | 彭海桐（Uku Peng）                                                                  |
| 曾嘉莉（Amy Tsang） | 蔣嘉瑩（Vivian Chiang） | 鄭雪兒（Michelle Saram）                                                            | 盧靖姍／盧雪蓮（Celina Jade）                                                       |
| 譚凱琪（Zoie Tam） | |                                                                                     |                                                                                     |
| 2000年（組合） | |                                                                                     |                                                                                     |
| 3P 成員：少爺占、茜利妹、林一峰、林二汶、泰山、維他命M樂隊 | 3P 成員：少爺占、茜利妹、林一峰、林二汶、泰山、維他命M樂隊 | B2 成員：譚嘉荃、郭可穎                                                             | B2 成員：譚嘉荃、郭可穎                                                             |
| On-line 成員：雷頌德 、李嘉文、李漢文、宮井一暢 | On-line 成員：雷頌德 、李嘉文、李漢文、宮井一暢 | VRF 成員：余啟邦、李安、梁世豪、丁子高                                              | VRF 成員：余啟邦、李安、梁世豪、丁子高                                              |
| 南極 成員：雷有輝、雷有曜 | 南極 成員：雷有輝、雷有曜 | 北極 成員：鄧建明、劉賢德                                                           | 北極 成員：鄧建明、劉賢德                                                           |
| 農夫（Fama）成員：陸永、C君 | 農夫（Fama）成員：陸永、C君 | Primary Shapes 成員：鄧智偉、袁卓華                                                 | Primary Shapes 成員：鄧智偉、袁卓華                                                 |
| 2001年（男） | |                                                                                     |                                                                                     |
| 方力申（Alex Fong） | 王喜（Wong He） | 李奇駱（Niki Lee）                                                                  | 周永恆（Roy Chow）                                                                  |
| 袁耀發（Jacko Yuen） | 張如城（Jacky Cheung） | 陳司翰（Victor Chen）                                                               | 陸東成（Jeff Luk）                                                                  |
| 葉世榮（Wing Yip） | 黃貫中（Paul Wong） | 湯鈞禧（Kenneth Tong）                                                              | 鄧健泓（Patrick Tang）                                                              |
| 謝秉翰／謝曜仲（Kris Hsieh） | 鍾兆康（Kan Chung） | 梁浩賢（Leung Ho Yin）                                                              |                                                                                     |
| 2001年（女） | |                                                                                     |                                                                                     |
| 王秀琳（Mango Wong） | 江彬（Jean Kiang） | 何美玲                                                                              | 何韻詩（Denise Ho）                                                                 |
| 孫鳳明（June Sun） | 高晨維（Cleo Ko） | 張佳佳（Michelle）                                                                  | 張燊悅（Nicola Cheung）                                                             |
| 陳文媛（BoBo Chan） | 陳曉淇（Elkie Chan） | 傅珮嘉（Maggie Fu）                                                                 | 黃伊汶（Emme Wong）                                                                 |
| 歐倩怡（Cindy Au） | 鍾汶（Edith Chung） | 關建瑩（Ying Kwan）                                                                 |                                                                                     |
| 2001年（組合） | |                                                                                     |                                                                                     |
| Hardpack 成員：梁健恒、KK、戴乾亨、陳兆基、李健宏 | Hardpack 成員：梁健恒、KK、戴乾亨、陳兆基、李健宏 | 臨記 成員：謝文偉、蘇浩才、梁冠洋、朱偉初、麥德強                                   | 臨記 成員：謝文偉、蘇浩才、梁冠洋、朱偉初、麥德強                                   |
| MPC 成員：Michael K、Alex、Anna | MPC 成員：Michael K、Alex、Anna | Twins 成員：蔡卓妍、鍾欣潼                                                          | Twins 成員：蔡卓妍、鍾欣潼                                                          |
| 2002年（男） | |                                                                                     |                                                                                     |
| 王嘉明（Cryus Wong） | 余文樂（Shawn Yue） | 周英杰 / 清晞誦（Bernard Chow）                                                     | 胡彥斌（Anson Hu）                                                                  |
| 許紹洋（Ambrose Hui） | 張德豪 | 陳啟泰（Kenneth Chan）                                                              | 麥浚龍（Juno Mak）                                                                  |
| 葉文輝（Barry Ip） | 黃家強（Steve Wong） | 蕭正楠（Edwin Siu）                                                                 |                                                                                     |
| 2002年（女） | |                                                                                     |                                                                                     |
| 方皓玟（Charmaine Fong） | 李蘢怡（Tiffany） | 谷祖琳（Jolane Koo）                                                                | 姚詠儀（Bi Bi）                                                                     |
| 張佩金／張鎧潼（Samantha Teoh） | 張詠詩（SiSi Cheung） | 許哲珮（Peggy Hsu）                                                                 | 陳見飛（Tricia Chan）                                                               |
| 陳思慧（Candice Chan） | 陳敏之（Sharon Chan） | 陳穎妍（Anita Chan）                                                                | 趙頌茹（Yu Chiu）                                                                   |
| 鄭希怡（Yumiko Cheng） | 鄺文珣（May Kwong） | 關心妍（Jade Kwan）                                                                 |                                                                                     |
| 2002年（組合） | |                                                                                     |                                                                                     |
| 3T 成員：鄭希怡、蔣雅文、劉思惠 | 3T 成員：鄭希怡、蔣雅文、劉思惠 | at17 成員：林二汶、盧凱彤†                                                          | at17 成員：林二汶、盧凱彤†                                                          |
| Cookies 成員：鄧麗欣、吳雨霏、傅穎、楊愛瑾、馬思恆、何綺玲、陳素瑩、區文詩、蒲茜兒                                                                                        | Cookies 成員：鄧麗欣、吳雨霏、傅穎、楊愛瑾、馬思恆、何綺玲、陳素瑩、區文詩、蒲茜兒                                                                                        | Double R. 成員：范振鋒、梁奕倫                                                      | Double R. 成員：范振鋒、梁奕倫                                                      |
| E-kids 成員：阮民安、郁禮賢、林詠倫 | E-kids 成員：阮民安、郁禮賢、林詠倫 | EO2 成員：彭懷安、洪智傑、王志安、謝凱榮                                            | EO2 成員：彭懷安、洪智傑、王志安、謝凱榮                                            |
| Shine 成員：徐天佑、黃又南 | Shine 成員：徐天佑、黃又南 | 野仔（Wildchild）成員：少爺占、胡庭恩、何兆基、Sam、鄭子仲、郭兆邦、伍漢邦、蘇耀銘  | 野仔（Wildchild）成員：少爺占、胡庭恩、何兆基、Sam、鄭子仲、郭兆邦、伍漢邦、蘇耀銘  |
| 2003年（男） | |                                                                                     |                                                                                     |
| 吳展濠（Markus Ng） | 吳浩康（Deep Ng） | 李逸朗（Don Li）                                                                    | 林一峰（Chet Lam）                                                                  |
| 林子良（Johnny Lin） | 張智成（Z-Chen） | 張敬軒（Hins Cheung）                                                               | 陳驊（Kenn Chan）                                                                   |
| 馬德鐘（Joe Ma） | |                                                                                     |                                                                                     |
| 2003年（女） | |                                                                                     |                                                                                     |
| 王蓉（Rollin Wang） | 林嘉欣（Karena Lam） | 黃馨（Shin Wong）                                                                   | 楊思琦（Shirley Yeung）                                                             |
| 嘉琳／劉嘉琳（Garlum） | 鄭融（Stephanie Cheng） | 曾暐雲（Jenny Tsang）                                                               |                                                                                     |
| 2003年（組合） | |                                                                                     |                                                                                     |
| 2R 成員：黃婉君、黄婉佩 | 2R 成員：黃婉君、黄婉佩 | 3G 成員：雷凱欣、梁寶琪、呂盈盈                                                     | 3G 成員：雷凱欣、梁寶琪、呂盈盈                                                     |
| Boy'z 成員：張致恒、關智斌 | Boy'z 成員：張致恒、關智斌 | CHEERS 成員：莊嘉敏、張景淳、陳逸樵                                                 | CHEERS 成員：莊嘉敏、張景淳、陳逸樵                                                 |
| MP4 成員：楊振龍、高達、DJSimon、MCG | MP4 成員：楊振龍、高達、DJSimon、MCG | SKY 成員：潘卓楠、嚴嘉駿、林卓健、趙耀邦、梁俊邦                                    | SKY 成員：潘卓楠、嚴嘉駿、林卓健、趙耀邦、梁俊邦                                    |
| 大頭佛 成員：Yan、H、Hong、Tat、Nick、Steffunn、SaiWai | 大頭佛 成員：Yan、H、Hong、Tat、Nick、Steffunn、SaiWai | 何超與海膽仔（Josie & The Uni Boys）成員：何超儀、李健宏、Dee Lam、Don Cruz、陳兆基 | 何超與海膽仔（Josie & The Uni Boys）成員：何超儀、李健宏、Dee Lam、Don Cruz、陳兆基 |
| 2004年（男） | |                                                                                     |                                                                                     |
| 周國賢（Endy Chow） | 房祖名（Jaycee Fong） | 徐偉賢（Peco Chui）                                                                 | 黃義達（Yida Huang）                                                                |
| 劉浩龍（Wilfred Lau） | 藍奕邦（Pong Nan） | 郭偉亮（Eric Kwok）                                                                 | 雷有輝／雷有暉（Patrick Lui）                                                       |
| 吳彤（Denis Ng） | |                                                                                     |                                                                                     |
| 2004年（女） | |                                                                                     |                                                                                     |
| 薛凱琪（Fiona Sit） | 吳日言（Yan Ng） | 官恩娜（Ella Koon）                                                                 | 梁洛施（Isabella Leong）                                                            |
| 陳逸璇／陳琬琪／陳苑淇（Jolie Chan） | 董敏莉（Monie Tung） | 鄧穎芝（Vangie Tang）                                                               | 戴夢夢（Renee Dai）                                                                 |
| 2004年（組合） | |                                                                                     |                                                                                     |
| Bliss 成員：蕭潤邦、古馳 | Bliss 成員：蕭潤邦、古馳 | Cream 成員：盧嘉寶、陳曉彤、李蘊                                                    | Cream 成員：盧嘉寶、陳曉彤、李蘊                                                    |
| ILUB／艾粒（I Love You Boyz）成員：少爺占、唐劍康 | ILUB／艾粒（I Love You Boyz）成員：少爺占、唐劍康 | Maniac 成員：Jason Ngan、Randy Sze、Jason Kit、K.L Mo、Chung Bee Lee                | Maniac 成員：Jason Ngan、Randy Sze、Jason Kit、K.L Mo、Chung Bee Lee                |
| My Little Airport 成員：林鵬／阿P、區健瑩／Nicole | My Little Airport 成員：林鵬／阿P、區健瑩／Nicole | Ping Pung 成員：吳雨霏、李嘉文、李漢文、黃天豪                                      | Ping Pung 成員：吳雨霏、李嘉文、李漢文、黃天豪                                      |
| 女生宿舍 成員：陳美詩、廖雋嘉、梁靖琪、張曼伶 | 女生宿舍 成員：陳美詩、廖雋嘉、梁靖琪、張曼伶 | 與非門（Nand Gate）成員：蔣凡†、三少（劉曉宇）†、阿慶:225                           | 與非門（Nand Gate）成員：蔣凡†、三少（劉曉宇）†、阿慶:225                           |
| 青山大樂隊（Green Mountain Orchestra）成員：王雙駿、李端嫻、英師傅、何秉舜                                                                                                | 青山大樂隊（Green Mountain Orchestra）成員：王雙駿、李端嫻、英師傅、何秉舜                                                                                                | 范姜明月@涉谷縱橫 成員：楊嘉雯／范姜明月、巖本豐、柿沼憲太                          | 范姜明月@涉谷縱橫 成員：楊嘉雯／范姜明月、巖本豐、柿沼憲太                          |
| 2005年（男） | |                                                                                     |                                                                                     |
| 方大同†（Khalil Fong） | 王啟文 | 司徒瑞祈（Charles Sze-To）                                                          | 吳卓羲（Ron Ng）                                                                    |
| 側田（Justin Lo） | 張繼聰（Louis Cheung） | 郭力行（Rico Kwok）                                                                 | 葉宇澄（Eugene Yip）                                                                |
| 劉日曦（Alex Lau） | 應昌佑（Charles Ying） | 藍強（Jonny Blu）                                                                   | 關智斌（Kenny Kwan）                                                                |
| 2005年（女） | |                                                                                     |                                                                                     |
| Kellyjackie／陳曉琪（Jackie Chan／KJ） | 王菀之（Ivana Wong） | 周勵淇／周麗淇（Niki Chow）                                                         | 林苑（Gia Lin）                                                                     |
| 紀利（Kara） | 梁靖琪（Toby Leung） | 賈立怡（Rachel Kar）                                                                | 廖雋嘉（Elise Liao）                                                                |
| 蔡汶家（Ahy Choi） | 衛蘭（Janice Vidal） | 鄧麗欣（Stephy Tang）                                                               | 謝安琪（Kay Tse）                                                                   |
| 馮穎琪（Vicky Fung） | |                                                                                     |                                                                                     |
| 2005年（組合） | |                                                                                     |                                                                                     |
| Alive 成員：吳彥祖、尹子維、陳子聰、連凱 | Alive 成員：吳彥祖、尹子維、陳子聰、連凱 | Kolor 成員：蘇浩才、羅灝斌、朱偉初、謝日昇、高耀豐(已退團）                         | Kolor 成員：蘇浩才、羅灝斌、朱偉初、謝日昇、高耀豐(已退團）                         |
| Pixel Toy 成員：何山、Candy | Pixel Toy 成員：何山、Candy | Soler 成員：夏利奧／Julio Acconci、夏健龍／Dino Acconci                             | Soler 成員：夏利奧／Julio Acconci、夏健龍／Dino Acconci                             |
| 哈痞樂隊 成員：黃子華、陳嘉健、陳學明、徐協倫 | 哈痞樂隊 成員：黃子華、陳嘉健、陳學明、徐協倫 | 高潮樂隊 成員：林祥焜、譚逸洋、陳偉強、貝祖貽、黃曉暉、黃立意（黃榕）               | 高潮樂隊 成員：林祥焜、譚逸洋、陳偉強、貝祖貽、黃曉暉、黃立意（黃榕）               |
| 觸執毛（Chochukmo）成員：Jan Curious、Mike Orange、Les Hunter、Tom Wong、Kitty Trouble、Kento Anything、Yanyan Something、Carina Ho、Cheong Ho、Ka-sing Law、Waiting Soul | 觸執毛（Chochukmo）成員：Jan Curious、Mike Orange、Les Hunter、Tom Wong、Kitty Trouble、Kento Anything、Yanyan Something、Carina Ho、Cheong Ho、Ka-sing Law、Waiting Soul | 鐵樹蘭 成員：陳仕燊、湯渙鋒、李文偉、黃子通                                         | 鐵樹蘭 成員：陳仕燊、湯渙鋒、李文偉、黃子通                                         |
| Krusty 成員：張詠恩、活己嵐 | Krusty 成員：張詠恩、活己嵐 | Don&Mandy 成員：李逸朗、蔣雅文                                                      | Don&Mandy 成員：李逸朗、蔣雅文                                                      |
| ACM兒童詩班 成員：古丹青、張滿源、朱浩廉、關承浩、陳慧珠、區展熾、何威廉、謝希賢、高靖柔、陳曦同、胡顯揚......                                                            | |                                                                                     |                                                                                     |
| 2006年（男） | |                                                                                     |                                                                                     |
| 王浩信（Vincent Wong） | 杜汶澤（Chapman To） | 阮民安（Tommy Yuen）                                                                | 許懷欣（Ryan Hui）                                                                  |
| 林泳（Alan Tam） | 郁禮賢（Kasa Yuk） | 鄺祖德（Enrico Kwong）                                                              | 關楚耀（Kelvin Kwan）                                                               |
| 劉祖德（Duck Lau） | |                                                                                     |                                                                                     |
| 2006年（女） | |                                                                                     |                                                                                     |
| 吳雨霏（Kary Ng） | 林子萱（KiKi Lam） | 泳兒（Vincy Chan）                                                                  | 胡琳（Bianca Wu）                                                                   |
| 唐寧（Leila Kong） | 梁晴晴（Hailie Leung） | 衛詩（Jill Vidal）                                                                  | 郭芯其（Rammie Guo）                                                                |
| 廖碧兒（Bernice Jan） | 周凱林（Kiz Chow） |                                                                                     |                                                                                     |
| 2006年（組合） | |                                                                                     |                                                                                     |
| ASA 成員：吳卓沙（Athena）、關少胤（Sinphia）、鄭蓓蓓（April） | ASA 成員：吳卓沙（Athena）、關少胤（Sinphia）、鄭蓓蓓（April） | Dear Jane 成員：黃天翱、翁厚樑、伍漢邦、黎俊華                                      | Dear Jane 成員：黃天翱、翁厚樑、伍漢邦、黎俊華                                      |
| My Girls 成員：Purple (盧紫玲)、Coco、Peggy、Sue | My Girls 成員：Purple (盧紫玲)、Coco、Peggy、Sue | Sun Boy'z 成員：張致恒、陳偉霆、麥子豪                                              | Sun Boy'z 成員：張致恒、陳偉霆、麥子豪                                              |
| Zarahn 成員：周國賢、黃曉暉、貝祖貽、貝祖銘 | Zarahn 成員：周國賢、黃曉暉、貝祖貽、貝祖銘 | 廿四味（24herbs）成員：陳偉雄、梁永傑、陳子聰、李凱賢等                             | 廿四味（24herbs）成員：陳偉雄、梁永傑、陳子聰、李凱賢等                             |
| 秋紅（Qiu Hong）成員：Jan、Hala、阿軒、阿倫、河馬、KC、阿曦、Andrew、阿華                                                                                                 | 秋紅（Qiu Hong）成員：Jan、Hala、阿軒、阿倫、河馬、KC、阿曦、Andrew、阿華                                                                                                 | 赤子 成員：張彥博、伍德耀、馮嘉輝                                                   | 赤子 成員：張彥博、伍德耀、馮嘉輝                                                   |
| 新香蕉俱樂部（Club de Banana）成員：杜浚斌、林盛斌、范振鋒、秦善文 | 新香蕉俱樂部（Club de Banana）成員：杜浚斌、林盛斌、范振鋒、秦善文 | 達與璐 成員：劉以達、阿璐                                                           | 達與璐 成員：劉以達、阿璐                                                           |
| 2007年（男） | |                                                                                     |                                                                                     |
| 小肥／徐智勇（Terence Chui） | 王友良（Ivan Wang） | 周柏豪（Pakho Chau）                                                                | 林威辰（Ryan Lam）                                                                  |
| 林峯（Raymond Lam） | 洪卓立（Ken Hung） | 唐禹哲（Danson Tang）                                                               | 區俊濤（Evan Au）                                                                   |
| 陳柏宇（Jason Chan） | 蕭潤邦（Oscar Siu） |                                                                                     |                                                                                     |
| 2007年（女） | |                                                                                     |                                                                                     |
| 江若琳／江伊晴（Elanne Kong） | 李卓庭（Eunix Lee） | 思祺（CK Chan）                                                                     | 梁雨恩（Cathy Leung）                                                               |
| 章霈迎（Kenix Cheang） | 傅穎（Theresa Fu） | 萱寧（Ama Hsuan）                                                                   | 裕美（Hiromi Wada）                                                                 |
| 鍾舒漫（Sherman Chung） | 蔣雅文（Mandy Chiang） |                                                                                     |                                                                                     |
| 2007年（組合） | |                                                                                     |                                                                                     |
| A-Day 成員：丁文俊（Angus）、戴偉（Day） | |                                                                                     |                                                                                     |
| Eternity Girls 成員：梁浩楹、梁浩菱、梁卓盈、黃芳 | Eternity Girls 成員：梁浩楹、梁浩菱、梁卓盈、黃芳 | Freeze 成員：甄詠珊、陳樂榣、石詠莉                                                 | Freeze 成員：甄詠珊、陳樂榣、石詠莉                                                 |
| HotCha 成員：張紋嘉、張惠雅、黎美言 | HotCha 成員：張紋嘉、張惠雅、黎美言 | J.O.Y. 成員：彭慧敏（Jasmine）、簡蕙軒（Jay）、韋啟良                               | J.O.Y. 成員：彭慧敏（Jasmine）、簡蕙軒（Jay）、韋啟良                               |
| JR 成員：不詳 | JR 成員：不詳 | 神奇膠（Wondergarl）成員：日新、762、San、Joe                                       | 神奇膠（Wondergarl）成員：日新、762、San、Joe                                       |
| RedNoon 成員：馬嘉均、陳永康、姚榮豐、陳仲偉 | RedNoon 成員：馬嘉均、陳永康、姚榮豐、陳仲偉 | V樂隊 成員：徐浩、周錫漢、簡俊毅                                                    | V樂隊 成員：徐浩、周錫漢、簡俊毅                                                    |
| 朱凌凌（Juicyning）成員：白只、楊偉倫、陳文進、朱栢謙、朱栢康 | 朱凌凌（Juicyning）成員：白只、楊偉倫、陳文進、朱栢謙、朱栢康 | 森美移動（Sammy Moving）成員：森美、詹志文、細So、陳強                              | 森美移動（Sammy Moving）成員：森美、詹志文、細So、陳強                              |
| 2008年（男） | |                                                                                     |                                                                                     |
| 王祖藍 | 周吉佩（Albert Chau） | 林俊傑（JJ Lin）                                                                    | 狄易達（Det Dik）                                                                   |
| 徐浩（Terry Chui） | 高皓正（Zac Kao） | 陳偉霆（William Chan）                                                              | 彭紀諺（Desmond Pang）                                                              |
| 黃宗澤（Bosco Wong） | 歐陽靖（MC Jin） | 潘裕文（Peter Pan）                                                                 |                                                                                     |
| 2008年（女） | |                                                                                     |                                                                                     |
| 方文（Astor Fong） | 文恩澄（Rannes Man） | 方珈悠（Jaime Fong）                                                                | 王若琪（Takki Wong）                                                                |
| 王君馨（G. Racie／Grace Wong） | 可嵐（Colleen Lau） | 胡杏兒（Myolie Wu）                                                                 | 范萱蔚（Percy Fan）                                                                 |
| 區小麗（Irene Au） | 張苡澂（Venus Cheung） | 陳詩慧（Mizz Eva／Eva Chan）                                                        | 馮曦妤（Fiona Fung）                                                                |
| 黃鎧晴（Cherry Wong） | 賈曉晨（JJ Jia） | 鄧紫棋（G.E.M.）                                                                    | 謝文雅（Casey Tse）                                                                 |
| 鍾嘉欣（Linda Chung） | |                                                                                     |                                                                                     |
| 2008年（組合） | |                                                                                     |                                                                                     |
| Ever 成員：李恆韜、何家傑、何家豪 | Ever 成員：李恆韜、何家傑、何家豪 | Mr. 成員：布志綸、黎澤恩、譚傑明、譚健文、杜志烜                                    | Mr. 成員：布志綸、黎澤恩、譚傑明、譚健文、杜志烜                                    |
| RubberBand 成員：繆浩昌、馮庭正、李兆偉、黎萬宏、鍾家俊 | RubberBand 成員：繆浩昌、馮庭正、李兆偉、黎萬宏、鍾家俊 | Square 成員：趙俊承、何尚謙、李柏煥、何浚尉                                         | Square 成員：趙俊承、何尚謙、李柏煥、何浚尉                                         |
| Vega 成員：葉瑞玲（Valerie）、關卓鍵（Edan）、楊芷瑩（Gabby）、陳詠謙（Abrahim）                                                                                          | Vega 成員：葉瑞玲（Valerie）、關卓鍵（Edan）、楊芷瑩（Gabby）、陳詠謙（Abrahim）                                                                                          | 及時雨（Rain In Time）成員：Yoyo、Arthur、Enson、Cm、Wan、Ming                      | 及時雨（Rain In Time）成員：Yoyo、Arthur、Enson、Cm、Wan、Ming                      |
| sp'ACE 成員：鍾建威（Ray）、周吉佩、Pang、阿火、阿健 | sp'ACE 成員：鍾建威（Ray）、周吉佩、Pang、阿火、阿健 | Pleasure Garden 成員：Haley（陳曉怡／菊梓喬）、Frankie、Jack、Verdi                 | Pleasure Garden 成員：Haley（陳曉怡／菊梓喬）、Frankie、Jack、Verdi                 |
| 2009年（男） | |                                                                                     |                                                                                     |
| 王梓軒（Jonathan Wong） | 王凱駿（Keith Wong） | 李治廷（Aarif Lee）                                                                 | 周子揚（Hinson Chou）                                                               |
| 洪杰（Alex Hung） | 韋雄（Philip Wei） | 湯駿業（Edmond Tong）                                                               | 溫家恆（Vincent Wan）                                                               |
| 林景程（King Lam） | 陳奐仁（Hanjin Tan） |                                                                                     |                                                                                     |
| 2009年（女） | |                                                                                     |                                                                                     |
| 尹蓁晞（Yumi Wan） | 朱韻詩（Tina Chu） | 余翠芝（Chita Yu）                                                                  | 李蘊（Renee Lee）                                                                   |
| 雨僑（Ava Yu） | 洪子晴（Catleigh Hung） | 唐素琪（Sukie Tong）                                                                | 徐子珊（Kate Tsui）                                                                 |
| 梁文音（Leheane Palray） | 郭穎橋 | 陳思彤（Viviana Chen）                                                              | 陳楚喬（Carolyn Chan）                                                              |
| 麥家瑜（Keeva Mak） | 趙碩之（Wylie Chiu） | 樂瞳（Cilla Kung）                                                                  | 謝依穎（Enya Tse）                                                                  |
| 羅藍亞（Lana Lo） | 商天娥（Kiki Sheung） | 蔡卓妍（Charlene Choi）                                                             | 鍾欣潼（Gillian Chung）                                                             |
| 2009年（組合） | |                                                                                     |                                                                                     |
| Big Four 成員：張衛健、蘇永康、許志安、梁漢文 | Big Four 成員：張衛健、蘇永康、許志安、梁漢文 | 鍾氏兄弟（The Chung Brothers）成員：鍾一匡、鍾一諾                                  | 鍾氏兄弟（The Chung Brothers）成員：鍾一匡、鍾一諾                                  |

## 2010年代出道
| 何基佑（Kay Ho） | 林奕匡（Phil Lam） | 梁俊軒（Bonald Leung）                                                                     | 彭永琛（Sean Pang）                                                                        |
| 鄭家維（Gary Cheng） | 鍾一憲（Jason Chung） |                                                                                            |                                                                                            |
| 2010年（女） | |                                                                                            |                                                                                            |
| 王灝兒（Joey Wong／JW） | 朱紫嬈（Khloe Chu） | 何紫慧（Cherry Ho）                                                                        | 吳若希（Jinny Ng）                                                                         |
| 李昊嘉（Sharon Lee） | 李悅君（Erika Lee） | 車品孝／車盈霏（Fainche Che）                                                              | 姚嘉兒（Venus Yiu）                                                                        |
| 區文詩（Angela Au） | 連詩雅（Shiga Lin） | 黃靜賢（Virgo Wong）                                                                       | 鄧芷茵（June Tang）                                                                        |
| 譚杏藍（Hana Tam） | 譚淇淇（Kiki Tam） | 嘉芙姐姐                                                                                   |                                                                                            |
| 2010年（組合） | |                                                                                            |                                                                                            |
| 4anda 成員：陳張敏／陳浩明、陳致宗、曾俊峰、盧浩昕                                                                          | 4anda 成員：陳張敏／陳浩明、陳致宗、曾俊峰、盧浩昕                                                                          | Benji & Lesley 成員：姜文杰、姜麗文                                                        | Benji & Lesley 成員：姜文杰、姜麗文                                                        |
| C AllStar 成員：吳崇銘、陳健安、梁釗峰、何建曦                                                                              | C AllStar 成員：吳崇銘、陳健安、梁釗峰、何建曦                                                                              | Charcoal 成員：莊兆麟、陳子皓、黃啟宗、李思華、張君達                                      | Charcoal 成員：莊兆麟、陳子皓、黃啟宗、李思華、張君達                                      |
| OctoBeez（淘蜜蜜） 成員：余曉彤（Hidy） 、王麗嘉（Rika）、徐熙素（Hazel）                                                   | OctoBeez（淘蜜蜜） 成員：余曉彤（Hidy） 、王麗嘉（Rika）、徐熙素（Hazel）                                                   | N'Gine 成員：DAN、Fantasy、阿遙、RAY                                                       | N'Gine 成員：DAN、Fantasy、阿遙、RAY                                                       |
| Super 4 成員：劉威煌、林師傑、許廷鏗、陳鴻碩                                                                                | Super 4 成員：劉威煌、林師傑、許廷鏗、陳鴻碩                                                                                | Supper Moment 成員：陳仕燊、梁燿鵬、張祖光、陳鴻達                                         | Supper Moment 成員：陳仕燊、梁燿鵬、張祖光、陳鴻達                                         |
| ToNick 成員：趙善恆、小龜、Ryan、葉晨曦                                                                                     | ToNick 成員：趙善恆、小龜、Ryan、葉晨曦                                                                                     | 糖兄妹（Sugar Club） 成員：潘雲峰、黃山怡                                                  | 糖兄妹（Sugar Club） 成員：潘雲峰、黃山怡                                                  |
| 小龍鳳 成員：李明蔚†、陳浩然、羅澤鈞                                                                                        | |                                                                                            |                                                                                            |
| 2011年（男） | |                                                                                            |                                                                                            |
| 李駿宇（Edward Li） | 曹震豪（Wallis Cho） | 莊冬昕（Benedict Chong／DEAL）                                                             | 許廷鏗（Alfred Hui）                                                                       |
| 焯皓（Alan Leung） | 鄒文正（Terry Zou） | 譚晴（Ricksen Tam）                                                                        | 陳卓宏（Dickson Chan）                                                                     |
| 2011年（女） | |                                                                                            |                                                                                            |
| 岑寧兒（Yoyo Sham） | 李幸倪（Gin Lee） | 岳薇（Ngok Mei）                                                                           | 林二汶（Eman Lam）                                                                         |
| 林欣彤（Mag Lam） | 迪子（TikChi） | 曹敏寶（Mable Cho）                                                                        | 梁祐嘉／梁佑嘉（Abella Leung）                                                             |
| 陳文婷（Manting Chan） | 陳鈺芸（JuJu Chan） | 陳蒨葶／葉慧婷（Sammi Chan）                                                               | 陳蕊蕊（Yuri Chan）                                                                        |
| 麥貝夷（Karene Mak） | 喬樂頤（Cherie Q） | 黃承恩（Evita Wong）                                                                       | 鄭欣宜（Joyce Cheng）                                                                      |
| 盧凱彤†（Ellen Joyce Loo）                                                                                                  | 松岡李那 |                                                                                            |                                                                                            |
| 2011年（組合） | |                                                                                            |                                                                                            |
| Honey Bees 成員：莊錠欣、陳沛妍、陳靖琳、丘芷蓉、譚羨桐、鍾凱琪、區明妙、雲浩影、何靄蒽等                                   | Honey Bees 成員：莊錠欣、陳沛妍、陳靖琳、丘芷蓉、譚羨桐、鍾凱琪、區明妙、雲浩影、何靄蒽等                                   | KillerSoap（殺手鐧） 成員：陳樂基、劉健文、歐家偉、陳樂恒、胡國彬                          | KillerSoap（殺手鐧） 成員：陳樂基、劉健文、歐家偉、陳樂恒、胡國彬                          |
| Modern Children 成員：Kenneth Tsang、Jimmy Cheung、Chih Leung、Tony Leung、隆威                                             | Modern Children 成員：Kenneth Tsang、Jimmy Cheung、Chih Leung、Tony Leung、隆威                                             | MVG 成員：周曉彤等                                                                         | MVG 成員：周曉彤等                                                                         |
| WING'S 成員：不詳 | WING'S 成員：不詳 | 逆流（NiLiu） 成員：Kit Lo、Ken、King、Hala、SaNn                                          | 逆流（NiLiu） 成員：Kit Lo、Ken、King、Hala、SaNn                                          |
| 2012年（男） | |                                                                                            |                                                                                            |
| 亢帥克（Sharco Kang） | 古卓文（Germano Guilherme）                                                                                                 | 何弘軒（Alan Ho）                                                                          | 林德信（Alex Lam）                                                                         |
| 胡鴻鈞（Hubert Wu） | 倪力（Nick Ngai） | 馮允謙（Jay Fung）                                                                         | 葉俊亨（Hank）                                                                             |
| 羅力威（Adason Lo） | |                                                                                            |                                                                                            |
| 2012年（女） | |                                                                                            |                                                                                            |
| 小瑜（Alpeo） | 陳法拉（Fala Chen） | 陳芳語（Kimberley Chen）                                                                   | 陳姿言（Paris）                                                                            |
| 陳僖儀†（Sita Chan） | 蔚雨芯（Rainky Wai） | 鄭嘉嘉（Wendyz Zheng）                                                                     | 龍小菌／蔡紫晴（Siu Kwan）                                                                 |
| 瑪姬／張卓賢（Maggie Chang）                                                                                                | |                                                                                            |                                                                                            |
| 2012年（組合） | |                                                                                            |                                                                                            |
| A2A／AOA 成員：吳燕珊、吳燕菁                                                                                               | A2A／AOA 成員：吳燕珊、吳燕菁                                                                                               | Choco 成員：Mel、Cathy、KiKi、Nova                                                         | Choco 成員：Mel、Cathy、KiKi、Nova                                                         |
| Closer 成員：吳浩康、林健亨、蔡皓、向展輝                                                                                   | Closer 成員：吳浩康、林健亨、蔡皓、向展輝                                                                                   | goldEN 成員：馮家俊、劉浩剛                                                                | goldEN 成員：馮家俊、劉浩剛                                                                |
| LemonBeez 成員：袁紫僑、韋彤                                                                                                | LemonBeez 成員：袁紫僑、韋彤                                                                                                | Robynn & Kendy 成員：葉晴晴、孫曉慧                                                        | Robynn & Kendy 成員：葉晴晴、孫曉慧                                                        |
| Sketch 成員：駿／由多、雄／Axel、豪／Derrick、達達／Tat                                                                     | Sketch 成員：駿／由多、雄／Axel、豪／Derrick、達達／Tat                                                                     | Super Gear 成員：文紫玲等                                                                  | Super Gear 成員：文紫玲等                                                                  |
| Super Girls 成員：趙慧珊、吳嘉禧／吳嘉熙、李靜儀、蔡明思、陳穎欣                                                            | Super Girls 成員：趙慧珊、吳嘉禧／吳嘉熙、李靜儀、蔡明思、陳穎欣                                                            | Yellow!／野佬 成員：小胡、Chris、Wilson、Ming So、陳永康                                   | Yellow!／野佬 成員：小胡、Chris、Wilson、Ming So、陳永康                                   |
| 小紅帽（Silhungmo） 成員：Ashley Tsang、家齊、謙、Moore、Gould Wu／胡國彬                                                   | 小紅帽（Silhungmo） 成員：Ashley Tsang、家齊、謙、Moore、Gould Wu／胡國彬                                                   | per se                                                                                     | per se                                                                                     |
| 2013年（男） | |                                                                                            |                                                                                            |
| Dough-Boy | Heyo | MastaMic                                                                                   | 李安豪（Ivan Lee）                                                                         |
| 沈震軒（Sammy Sum） | 馬嘉均（Mason Ma） | 張子（Fred Cheung）                                                                        | 符家浚（Calvert Fu）                                                                       |
| 郭承匡（Kenneth Kwok） | 陳日豐（Cliff Chan） | 潘敬祖（Felix Poon）                                                                       | 鄭家星（Carlson Cheng）                                                                    |
| 2013年（女） | |                                                                                            |                                                                                            |
| 江海迦（AGA／Agatha Kong）                                                                                                  | 周籽言／周楚詩（Szemei Chow）                                                                                               | 周美欣（Lorretta Chow）                                                                    | 姜麗文（Lesley Chiang）                                                                    |
| 柳妍熙（Shay Liu） | 張惠雅（Regen C.／Regen Cheung）                                                                                            | 許靖韻（Angela Hui）                                                                       | 陳明恩（Corinna Chamberlain）                                                              |
| 陳慧敏（Vivian Chan） | 陳潔麗（Lily Chan） | 陳譽之（Anya Chan）                                                                        | 馮凱淇（Cherry Fung）                                                                      |
| 黃浩琳（Lillian Wong） | 雷深如／雷琛瑜（J.Arie） | 顏培珊（Shandy Gan）                                                                       | 顧芮寧（Elaine Koo）                                                                       |
| 2013年（組合） | |                                                                                            |                                                                                            |
| As One（AS 1） 成員：吳思佳、陳葦璇／陳嘉茵、蘇皓兒、黃佳宜、邱念恩、陳苑澄                                                 | As One（AS 1） 成員：吳思佳、陳葦璇／陳嘉茵、蘇皓兒、黃佳宜、邱念恩、陳苑澄                                                 | Box 成員：王子豪、王子杰                                                                   | Box 成員：王子豪、王子杰                                                                   |
| Fabel 成員：盧祝君、馮慶聰                                                                                                  | Fabel 成員：盧祝君、馮慶聰                                                                                                  | PlayTime 成員：梁曉豐、林耀聲、岑珈其、黃溢濠                                              | PlayTime 成員：梁曉豐、林耀聲、岑珈其、黃溢濠                                              |
| 超粉紅 成員：張艾琦、Sadie                                                                                                  | 超粉紅 成員：張艾琦、Sadie                                                                                                  | 樂遊團（Trekkerz） 成員：葉巧琳、袁竣鋒、羅健邦                                            | 樂遊團（Trekkerz） 成員：葉巧琳、袁竣鋒、羅健邦                                            |
| 2014年（男） | |                                                                                            |                                                                                            |
| 震東（Titanic Yu） | 李拾壹（Subyub Lee） | 林師傑（Auston Lam）                                                                       | 梁家賢／梁奕藍（Hayden Leung）                                                             |
| 符致逸（Adrian Fu） | 蔣卓嘉（GJ） | 鄭世豪（Hoffman Cheng）                                                                    | 鄭俊弘（Fred Cheng）                                                                       |
| 龍世傑（Rico Long） | 謝偉倫（Alan Tse） | 鍾偉強（Simon Chung）                                                                      | 羅孝勇（Sheldon Lo）                                                                       |
| 蘇耀光（Ken Sou） | Triple G |                                                                                            |                                                                                            |
| 2014年（女） | |                                                                                            |                                                                                            |
| 丁悅（Tiffany Ting） | 何雁詩（Stephanie Ho） | 岑日珈（Angie Shum）                                                                       | 張紋嘉（Crystal Cheung）                                                                   |
| 陳綺雯（Aki Chan） | 勞嘉怡（Yuki Lovey） | 黃宇希（Shimica Wong）                                                                     | 葉美君（Angel Y）                                                                          |
| 黎美言（Winkie Lai） | 鍾舒祺（Sukie Chung） | 龔柯允（Karen Kong）                                                                       |                                                                                            |
| 2014年（組合） | |                                                                                            |                                                                                            |
| Blaster 成員：軒、俊、Kin、Anton、Rap                                                                                       | Blaster 成員：軒、俊、Kin、Anton、Rap                                                                                       | BOP天堂鳥 成員：葉灝基、許俊豪、歐鎮源                                                     | BOP天堂鳥 成員：葉灝基、許俊豪、歐鎮源                                                     |
| Coffee & Tea 成員：咖啡因公園、Double T                                                                                     | Coffee & Tea 成員：咖啡因公園、Double T                                                                                     | Crayon 成員：曲赤、黃雅斯、何沅瞳、關美恩、周曉彤、周葆諭                                  | Crayon 成員：曲赤、黃雅斯、何沅瞳、關美恩、周曉彤、周葆諭                                  |
| Fantaz 成員：吳子健、吳子城、馮敬成                                                                                         | Fantaz 成員：吳子健、吳子城、馮敬成                                                                                         | Gentlemen 成員：朱尉然、黃迪、吳曉高                                                       | Gentlemen 成員：朱尉然、黃迪、吳曉高                                                       |
| HunterZ 成員：陳蕊蕊、陶枳樽、鄧詠雪、何麗娟                                                                                | HunterZ 成員：陳蕊蕊、陶枳樽、鄧詠雪、何麗娟                                                                                | Instinct of sight 成員：Kin，Elvis、Chung、阿寶、Wai                                       | Instinct of sight 成員：Kin，Elvis、Chung、阿寶、Wai                                       |
| movin' 成員：袁學謙（Benedict Yuen）、Steve、Edwin、Alien、Benedict L                                                       | movin' 成員：袁學謙（Benedict Yuen）、Steve、Edwin、Alien、Benedict L                                                       | Myar 成員：崔可迪／Lucas、朱敏希／KW、曾贊學／Janzen、Sam                                  | Myar 成員：崔可迪／Lucas、朱敏希／KW、曾贊學／Janzen、Sam                                  |
| Project Ace 成員：不詳 | Project Ace 成員：不詳 | SIS樂印姊妹 成員：駱胤樺、駱胤鳴                                                           | SIS樂印姊妹 成員：駱胤樺、駱胤鳴                                                           |
| VnP 成員：Leo、莊正（Lester）                                                                                               | VnP 成員：Leo、莊正（Lester）                                                                                               | 2-halves 成員：謝芊彤、謝芊蕾                                                              | 2-halves 成員：謝芊彤、謝芊蕾                                                              |
| 小塵埃（Lil' Ashes） 成員：屈霆軒、湯凱婷                                                                                   | 小塵埃（Lil' Ashes） 成員：屈霆軒、湯凱婷                                                                                   | 她她（TATA） 成員：奚漪、余姿昀                                                            | 她她（TATA） 成員：奚漪、余姿昀                                                            |
| 享樂團（3Think） 成員：鄺旨呈、蔡杰浩、梁鈞喬、黃潤成、伍浩然                                                               | 享樂團（3Think） 成員：鄺旨呈、蔡杰浩、梁鈞喬、黃潤成、伍浩然                                                               | 紅迷樂團（Redholic） 成員：D.T段、Selina紫晴、堯、Mark Anthony W.                          | 紅迷樂團（Redholic） 成員：D.T段、Selina紫晴、堯、Mark Anthony W.                          |
| 戳麻（Chock Ma） 成員：黑鬼等                                                                                               | |                                                                                            |                                                                                            |
| 2015年（男） | |                                                                                            |                                                                                            |
| 何衍隆（Royal Ho） | 何浩文（Dominic Ho） | 吳業坤（James Ng）                                                                         | 李威籲（Clement Lee）                                                                      |
| 李健宏（KB／Kevin Lee） | 周殷廷（Yan Ting） | 林子博（Bob Lam）                                                                          | 林宏龍（Justin Lim）                                                                       |
| 孫祖君（Kris） | 馬天佑（Mayao Ma） | 陳志嘉（KaKa Chan）                                                                        | 陳詠謙（Abrahim Chan）                                                                     |
| 曾鴻禧（Ah Hei / Eros Tsang）                                                                                               | 程文政（Kevin Cheng） | 黃浩邦（Rico.Xenophon）                                                                    | 黃靖（Jing Wong）                                                                          |
| 劉威煌（Ryan Lau） | 樂卓奇（Tricky Lok） | 鄧養天（Issac Dang）                                                                       | 黎曉陽（Michael Lai）                                                                      |
| 謝中傑（Alex Chia） | 羅啟聰（Kris Law） |                                                                                            |                                                                                            |
| 2015年（女） | |                                                                                            |                                                                                            |
| Aifi | 石詠莉（Sukie S） | 成鎵羽（Ava Shing）                                                                        | 吳堯堯（Yoyo Ng）                                                                          |
| 李河璘（Harin） | 唐浩嘉／唐曉彤（Kiko Tong）                                                                                                 | 袁天恩（Dorothy Yuen）                                                                     | 陳凱彤（Lillian Chan）                                                                     |
| 陳詩欣（Eunice Chan） | 曾若華（JUDE） | 曾詠欣（Nicola Tsang）                                                                     | 黃思迦／池希（Cga Wong）                                                                   |
| 黃淑蔓（Feanna Wong） | 黃䔮晴（Milkis Wong） | 葉巧琳（Mischa Ip）                                                                        | 靖兒（Chinee）                                                                             |
| 歌莉雅（Gloria Tang） | 閻奕格（Janice Yan） | 簡淑兒（Jessica Kan）                                                                      |                                                                                            |
| 2015年（組合） | |                                                                                            |                                                                                            |
| Another Kitchen 成員：Kimi、Charles、Kit、Ching                                                                             | Another Kitchen 成員：Kimi、Charles、Kit、Ching                                                                             | After10 成員：陳永康、姚榮豐、陳仲偉                                                       | After10 成員：陳永康、姚榮豐、陳仲偉                                                       |
| B.Gs／Baileys. G 成員：袁凱茵、彭容瑜、鄒莉盈、方堯、周汶希、霍柔心、唐菲 等                                                | B.Gs／Baileys. G 成員：袁凱茵、彭容瑜、鄒莉盈、方堯、周汶希、霍柔心、唐菲 等                                                | FAITH 成員：River、HiuYong、Sky、Wave、Dawn                                                | FAITH 成員：River、HiuYong、Sky、Wave、Dawn                                                |
| FFx 成員：鄒莉盈、林佩瑜、陳安兒、甘翠華、羅凱霖、葉梓嵐、龍欣怡、嚴詠彤                                                    | FFx 成員：鄒莉盈、林佩瑜、陳安兒、甘翠華、羅凱霖、葉梓嵐、龍欣怡、嚴詠彤                                                    | INK 成員：不詳                                                                             | INK 成員：不詳                                                                             |
| J.I 成員：張艾琦、黎芙君 | J.I 成員：張艾琦、黎芙君 | Magic Gals 成員：楊穎妍、劉芷盈、盧婉婷                                                    | Magic Gals 成員：楊穎妍、劉芷盈、盧婉婷                                                    |
| Monkeymen 成員：李璨琛等 | Monkeymen 成員：李璨琛等 | Nowhere Boys 成員：陳維諾、黃彥康、簡豪銳、林宇翔、陳恆山                                  | Nowhere Boys 成員：陳維諾、黃彥康、簡豪銳、林宇翔、陳恆山                                  |
| R-ICE 成員：鄧佑剛、李礎業、陳獻略、小林龍介、安田慎吾                                                                      | R-ICE 成員：鄧佑剛、李礎業、陳獻略、小林龍介、安田慎吾                                                                      | Seasons for Change 成員：KASA、Dennis、Ho、Don Chan、Wan Tsz Ching、Kulo Ming              | Seasons for Change 成員：KASA、Dennis、Ho、Don Chan、Wan Tsz Ching、Kulo Ming              |
| Wharf Two／貳號碼頭 成員：Rachel、Seito、Ed／廖舒衡                                                                         | Wharf Two／貳號碼頭 成員：Rachel、Seito、Ed／廖舒衡                                                                         | ZolarWind／太陽風 成員：Quinn、湯美、波子、藝琛                                            | ZolarWind／太陽風 成員：Quinn、湯美、波子、藝琛                                            |
| 少女標本（Girls' Sample） 成員：許雅婷、袁紫僑、簡淑兒、溫心                                                                | 少女標本（Girls' Sample） 成員：許雅婷、袁紫僑、簡淑兒、溫心                                                                | 男人幫 成員：蘇永康、梁漢文、任賢齊、黃家強                                                | 男人幫 成員：蘇永康、梁漢文、任賢齊、黃家強                                                |
| 清晨樂團（Daybreak EcLipse） 成員：Delta T、DJ Bunny                                                                        | 清晨樂團（Daybreak EcLipse） 成員：Delta T、DJ Bunny                                                                        | 新青年理髮廳（New Youth Barbarshop） 成員：區樣、發仔、陳列瑟                              | 新青年理髮廳（New Youth Barbarshop） 成員：區樣、發仔、陳列瑟                              |
| 2016年（男） | |                                                                                            |                                                                                            |
| 丘竣霆／丘梓宏（Shelton Yau）                                                                                               | 安俊豪／李志豪（Simon On）                                                                                                  | 雨果（Hugo）                                                                               | 徐嘉浩（Kevin Tsui）                                                                       |
| 徐澔韋／澔志（Hochih Chui）                                                                                                 | 張偉晉（Regent Cheung） | 龐景峰／景峰（Andrew Pong）                                                                | 楊智遠（Eric Yeung）                                                                       |
| 潘宇謙／AP潘宇謙 | 韓子亮／韓亞光（TL / Fire Hon）                                                                                             | 羅雋永（Mr.16）                                                                            | 蘇煒喬（Ivan So）                                                                          |
| 黃劍文（Kimman Wong） | |                                                                                            |                                                                                            |
| 2016年（女） | |                                                                                            |                                                                                            |
| Hey Rachel | Merry Lamb Lamb | Serrini／梁嘉茵                                                                            | 鍾雨璇／蘇慧恩（Ophelia So）                                                               |
| 谷婭溦／谷微（Vivian Koo）                                                                                                  | 周華欣（Linda Chow） | 章尾而／張美儀（Jaymie Cheung）                                                            | 陳卓伶（Charlie Chan／Cherry Chan）                                                        |
| 陳明憙（Jocelyn Chan） | 陳詠桐／陳泳彤（Jennifer Chan／JC）                                                                                         | 曾雨晴／貝凱雅（Belle）                                                                    | 菊梓喬（HANA）                                                                             |
| 黃瑋霖 | 楊斯捷（Phoebe Yang） | 鄧小巧                                                                                     | 盧宜均（Anna Lo）                                                                          |
| 謝文欣（Ally Tse） | 譚嘉儀（Carrie／Kayee Tam）                                                                                                 |                                                                                            |                                                                                            |
| 2016年（組合） | |                                                                                            |                                                                                            |
| BINGO 成員：關嘉敏、周彥、陳韻臻、陳康琪、王嘉怡、陳可                                                                      | BINGO 成員：關嘉敏、周彥、陳韻臻、陳康琪、王嘉怡、陳可                                                                      | Comma 成員：添、昇、匡、偉程                                                               | Comma 成員：添、昇、匡、偉程                                                               |
| Dear John 成員：衛蘭、衛詩、連詩雅、曾若華                                                                                  | Dear John 成員：衛蘭、衛詩、連詩雅、曾若華                                                                                  | eli 成員：Sun、Miu、Keto、Benson、Carlton                                                  | eli 成員：Sun、Miu、Keto、Benson、Carlton                                                  |
| HGO Infinity 成員：張羽瀅（Neko）、郭彥（Sophy）、溫詠雯（Yman）、湯詠恩（Jojo）、李綽楹（Sasa）、葉碧妍（Ruby）            | HGO Infinity 成員：張羽瀅（Neko）、郭彥（Sophy）、溫詠雯（Yman）、湯詠恩（Jojo）、李綽楹（Sasa）、葉碧妍（Ruby）            | IX／玖號 成員：Mark、Dave                                                                  | IX／玖號 成員：Mark、Dave                                                                  |
| Lucky Boys 成員：Dave、Walker、Rema                                                                                         | Lucky Boys 成員：Dave、Walker、Rema                                                                                         | ReVe 成員：陳子華、劉瑞祈                                                                  | ReVe 成員：陳子華、劉瑞祈                                                                  |
| ShowOff 成員：慧慧、昊嘉、劻宜、Wingki、嚴祺                                                                                | ShowOff 成員：慧慧、昊嘉、劻宜、Wingki、嚴祺                                                                                | SZSTER 成員：張詩雯、張詩雅                                                                | SZSTER 成員：張詩雯、張詩雅                                                                |
| Winter Bagels 成員：Kaki、cup、Gladys                                                                                       | Winter Bagels 成員：Kaki、cup、Gladys                                                                                       | 日月系 成員：王若琪、李端嫻                                                                | 日月系 成員：王若琪、李端嫻                                                                |
| 星座少女 成員：Emma、Poyiu、Cman、Kamy、Summer                                                                              | 星座少女 成員：Emma、Poyiu、Cman、Kamy、Summer                                                                              | 雷同二友（The Absent Brother） 成員：謝芊彤、謝芊蕾                                        | 雷同二友（The Absent Brother） 成員：謝芊彤、謝芊蕾                                        |
| 帶菌者 成員：龍小菌、花Fa、Mann Tse、布、基                                                                                 | 帶菌者 成員：龍小菌、花Fa、Mann Tse、布、基                                                                                 | Revery 成員：Louis、Ball、李輝、King                                                       | Revery 成員：Louis、Ball、李輝、King                                                       |
| 2017年（男） | |                                                                                            |                                                                                            |
| MouseFX／阿鼠流動音效 | 布志綸 | 伍定彥 ／伍浩然（Don Ng）                                                                  | 伍富橋（Alvin Ng）                                                                         |
| 尚賢（Samuel Yu） | 莫凱謙 | 歐國成（Travis Au）                                                                        |                                                                                            |
| 2017年（女） | |                                                                                            |                                                                                            |
| 王嘉儀（Sophy Wong） | 火爆象／孫佩儀（Ele） | 王雯（Nuna Wong）                                                                          | 余香凝（Jennifer Yu）                                                                      |
| 李明蔚†（Sarena Li） | 周沂（Stella Chow） | 尚羚／黃淑玲（Sherine Wong）                                                               | 林若盈（Mellissa Lam）                                                                     |
| 林羨淇（Suga Lam） | 林聞恩（Mannyan Lam） | 邱芷微／邱美薇（Chelffy Yau）                                                              | 徐加晴（Rona Tsui）                                                                        |
| 殷穎怡（Judy Yin） | 秦馨敏（Emily Chun） | 郭奕芯（Ashina Kwok）                                                                      | 陳蔚琦（Tiff Chan）                                                                        |
| 陳蕾（Panther Chan） | 麥晴茵／麥淑螢（Mary Mak）                                                                                                  | 黃意雅（Cynthia Wong）                                                                     | 楊彤（Yeung Tung）                                                                         |
| 楊澤怡（Shirley Young） | 劉敬雯／奶茶（Lydia Lau）                                                                                                   | 潘欣妮（Loretta Poon）                                                                     | 鄧月平（Larine Tang）                                                                      |
| 顏卓靈（Cherry Ngan） | 丁可欣（Yanki Din） |                                                                                            |                                                                                            |
| 2017年（組合） | |                                                                                            |                                                                                            |
| ALBS／全名小羞羞女團 成員：雪兒Cher、Lexy、小玥Luna、Mo旼、噢噢Olee、Starry蜜棗棗、鍾柔美                                   | ALBS／全名小羞羞女團 成員：雪兒Cher、Lexy、小玥Luna、Mo旼、噢噢Olee、Starry蜜棗棗、鍾柔美                                   | Band-Aid 成員：Amy、Sean、Tsz Chun、Yvonne、Chiu、Ma Boy                                   | Band-Aid 成員：Amy、Sean、Tsz Chun、Yvonne、Chiu、Ma Boy                                   |
| Cassette／卡式帶樂團 成員：Johnny、Aeolus                                                                                   | Cassette／卡式帶樂團 成員：Johnny、Aeolus                                                                                   | ONE PROMISE／EMPTY 成員：迪（Mandy）、家明（Ka Ming）、天衡（Tin Hang）、傑（Sora）、Anton | ONE PROMISE／EMPTY 成員：迪（Mandy）、家明（Ka Ming）、天衡（Tin Hang）、傑（Sora）、Anton |
| Graphicker 成員：Angel、Kari、Rhys、Anson、Mamui、Tiger                                                                     | Graphicker 成員：Angel、Kari、Rhys、Anson、Mamui、Tiger                                                                     | Jumper 成員：Alan@Mr.、KB、阿偉@RubberBand、Sammy@Kolor、鍾達茵                            | Jumper 成員：Alan@Mr.、KB、阿偉@RubberBand、Sammy@Kolor、鍾達茵                            |
| LIR 成員：松岡李那、王友良、李礎業、鄧佑剛                                                                                  | LIR 成員：松岡李那、王友良、李礎業、鄧佑剛                                                                                  | MFM 成員：羅嘉豪、Adriano Jorge／AJ、祖絲                                                  | MFM 成員：羅嘉豪、Adriano Jorge／AJ、祖絲                                                  |
| per se 成員：Sandy Ip、Stephen Mok                                                                                          | per se 成員：Sandy Ip、Stephen Mok                                                                                          | The Boogie Playboys 成員：Felix、YKM、藍調人、Barry                                        | The Boogie Playboys 成員：Felix、YKM、藍調人、Barry                                        |
| The Bright Lights 成員：Tonyi、Raven、Tim                                                                                   | The Bright Lights 成員：Tonyi、Raven、Tim                                                                                   | Winter Bagels 成員：Kaki、cup                                                              | Winter Bagels 成員：Kaki、cup                                                              |
| Zpecial 成員：康聰／Eddy、林達明／Tatming、黃敬鈞／箭豬、李文浩／阿Mike                                                     | Zpecial 成員：康聰／Eddy、林達明／Tatming、黃敬鈞／箭豬、李文浩／阿Mike                                                     | 未能接通（Call Back ASAP） 成員：劉卓軒／Hinry、Fing、KK、Rocky、GooChan                   | 未能接通（Call Back ASAP） 成員：劉卓軒／Hinry、Fing、KK、Rocky、GooChan                   |
| 哈比 成員：劉子禮（Cosmo）、尤志豪／蕃茄                                                                                    | 哈比 成員：劉子禮（Cosmo）、尤志豪／蕃茄                                                                                    | Pandora樂隊 成員：禤山河、符肇廷、禤玉河、盧華                                             | Pandora樂隊 成員：禤山河、符肇廷、禤玉河、盧華                                             |
| 2018年（男） | |                                                                                            |                                                                                            |
| 江逸天（Olivier Cong） | 李浩軒／李晧軒（Will Lee）                                                                                                  | 洪嘉豪（Kaho Hung）                                                                        | 唐浩翔（Alex Tong）                                                                        |
| 莫家淦（Keith Mok） | 劉卓軒（Hinry Lau） | 鄧思朗（CLong／Sisko Tang）                                                                | 薛德勇（Monkey）                                                                           |
| Young Hysan | |                                                                                            |                                                                                            |
| 2018年（女） | |                                                                                            |                                                                                            |
| Luna Is A Bep／Luna | 艾妮（Elly／Dreamy Lam） | 李昭賢（Clara Lee）                                                                        | 倪辰（Lala Ngai）                                                                          |
| 許芯悅（Katie Hui） | 陳葦璇／陳嘉茵（Kira／Kayan Chan）                                                                                          | 曾樂彤                                                                                     | 戴祖儀（Joey Thye）                                                                        |
| 葉嘉儀（Cary Ip） | 歐詠怡（WingWing Au） | 吳嘉禧／吳嘉熙（Cheronna Ng）                                                              | 黃妍（Cath Wong）                                                                          |
| 2018年（組合） | |                                                                                            |                                                                                            |
| MIRROR 成員：楊樂文（隊長）、江熚生（副隊長）、陳瑞輝、王智德、邱士縉、柳應廷、陳卓賢、盧瀚霆、李駿傑、呂爵安、姜濤、邱傲然 | MIRROR 成員：楊樂文（隊長）、江熚生（副隊長）、陳瑞輝、王智德、邱士縉、柳應廷、陳卓賢、盧瀚霆、李駿傑、呂爵安、姜濤、邱傲然 | ERROR 成員：梁業（隊長）、何啟華（副隊長）、吳保錡、郭嘉駿                                 | ERROR 成員：梁業（隊長）、何啟華（副隊長）、吳保錡、郭嘉駿                                 |
| FreshLife 成員：Alan、Vincent、Logout、Nick                                                                                 | FreshLife 成員：Alan、Vincent、Logout、Nick                                                                                 | Yusobeit 成員：Elvis、Kit、Andy、MC                                                        | Yusobeit 成員：Elvis、Kit、Andy、MC                                                        |
| SENZA A Cappella 成員：King、羅朗翹（Peace）、Miri、Dennis、符家浚（Calvert）                                               | SENZA A Cappella 成員：King、羅朗翹（Peace）、Miri、Dennis、符家浚（Calvert）                                               | SAGAS 成員：Cyrill Lam、Angus Lin、Dani Kwok、Tin Kung                                     | SAGAS 成員：Cyrill Lam、Angus Lin、Dani Kwok、Tin Kung                                     |
| LuvDat 成員：Vision、Victoria                                                                                               | LuvDat 成員：Vision、Victoria                                                                                               | Mascara 成員：李俙嬈／李海清（Jojo）、莫曉欣（Monique）、葉貝貝（BuiBui）                  | Mascara 成員：李俙嬈／李海清（Jojo）、莫曉欣（Monique）、葉貝貝（BuiBui）                  |
| Muffy 成員：馮凱淇、Chun、WaiWai、KaYan、Ting                                                                               | Muffy 成員：馮凱淇、Chun、WaiWai、KaYan、Ting                                                                               | PHOON 成員：FOREST、SUM、TING、LAMLUT                                                      | PHOON 成員：FOREST、SUM、TING、LAMLUT                                                      |
| 2019年（男） | |                                                                                            |                                                                                            |
| 尤志豪／蕃茄（Tomato Yau）                                                                                                  | 古家峯（Johnny Koo） | 何展睿（Steve Ho）                                                                         | 吳林峰（Wilson Ng）                                                                        |
| 沈瞳伽（Esta Shum） | 林家謙（Terence Lam） | 林聰（Nichung）                                                                            | 姜濤（Keung To）                                                                           |
| 毓麟（Oscar Tao） | 張彥博（Bob Cheung） | 莊正（Lester Chong）                                                                       | 陳卓賢（Ian Chan）                                                                         |
| 陳星佑（Brayden Chan） | 曾傅君（Rex Tsang） | 黃進林（Michael Wong）                                                                     | 葉冬賢（Wayne Yip）                                                                        |
| 劉子碩（Zac Liu） | 謝東閔（Brian Tse） | 鄺星宇（Alex Kwong）                                                                       | 歐信希（Simon Au）                                                                         |
| JB（Alconaba Wilfredo Jr）                                                                                                  | Michael C／朱凱豪 | RUMBU                                                                                      | 晴天林（Sunny Lam）                                                                        |
| 2019年（女） | |                                                                                            |                                                                                            |
| Kiri T／謝曉盈 | 孔惠佳（Kylis Hung） | 李靖筠（Gladys Li）                                                                        | 杜小喬                                                                                     |
| 林晴恩（J.Lyn Lam） | 林穎彤（Bella Lam） | 侯靜伊 (原名：侯慧寧）（Connie Hau）                                                       | 施匡翹（Zaina Sze）                                                                        |
| 孫慧雪（Snow Suen） | 袁紫僑（CoCo Yuen） | 楊倬翹／楊雅餘（Uka Yeung）                                                                | 鍾達茵（Pam Chung）                                                                        |
| 羅凱鈴（Judas Law） | 陳凱詠（Jace Chan） | 呀嬋（Nancy Leung）                                                                        | 呂喬恩                                                                                     |
| 2019年（組合） | |                                                                                            |                                                                                            |
| Andy is Typing... 成員：Andy、Kelvin、J.K.Y.、萬平                                                                          | Andy is Typing... 成員：Andy、Kelvin、J.K.Y.、萬平                                                                          | Dusty Bottle 成員：周詠婷／Kerryta、JNYBeatz、Matt、Kay                                    | Dusty Bottle 成員：周詠婷／Kerryta、JNYBeatz、Matt、Kay                                    |
| Paradox 成員：Caster、Kurt、潛艇、Horace                                                                                    | Paradox 成員：Caster、Kurt、潛艇、Horace                                                                                    | Sunset or Rise 成員：何家銘、鄺凱欣                                                        | Sunset or Rise 成員：何家銘、鄺凱欣                                                        |
| The Black Sheepee 成員：Yanny、Hei Hei                                                                                      | The Black Sheepee 成員：Yanny、Hei Hei                                                                                      | The Hertz 成員：黃瑋中／Herman Wong、胡沛霖、施唯、許崇謙、梁宗偉                          | The Hertz 成員：黃瑋中／Herman Wong、胡沛霖、施唯、許崇謙、梁宗偉                          |
| Charming Way 成員：張明偉、陳偉倫、黃嘉麟、李兆偉                                                                           | Charming Way 成員：張明偉、陳偉倫、黃嘉麟、李兆偉                                                                           | COPAK 成員：Wing、Tszching、Mouse、Billy                                                   | COPAK 成員：Wing、Tszching、Mouse、Billy                                                   |
| 乙女新夢 成員：Rika（隊長）、Ai、Maho、Rinka                                                                                | |                                                                                            |                                                                                            |

## 2020年代出道
| 2020年（男）                                                                                | 2020年（男）                                                                                | 2020年（男）                                                                            | 2020年（男）                                                                            |
| ------------------------------------------------------------------------------------------- | ------------------------------------------------------------------------------------------- | --------------------------------------------------------------------------------------- | --------------------------------------------------------------------------------------- |
| Madboii／麥嘉駿                                                                             | Tyson Yoshi／程浚彥                                                                         | 江𤒹生（Anson Kong／AK）                                                                | 李達仁（Jasper Lee）                                                                    |
| 林日曦                                                                                      | 柳應廷（Jeremy Lau／Jer）                                                                   | 子彤（Tony Wu）                                                                         | 袁偉豪（Benjamin Yuen）                                                                 |
| 陳彥廷（Jeffero Chan）                                                                      | 陳浩（Edward.C）                                                                            | 曾柏鈞（Jimbo Tsang）                                                                   | 黃凱逸（Zelos Wong）                                                                    |
| 盧瀚霆（Anson Lo）                                                                          | 霍朗齊（Rono Fok）                                                                          | 駱振偉（Thor Lok）                                                                      | 應智越                                                                                  |
| 謝高晉（Andrew Tse）                                                                        | 曾贊學（Janzen Tsang）                                                                      | 飛洋（Tony Yeung）                                                                      | Room307（Allex Chan）                                                                   |
| 盧華／Lowa                                                                                  | 蔡承恩／Billy Choi                                                                          |                                                                                         |                                                                                         |
| 2020年（女）                                                                                |                                                                                             |                                                                                         |                                                                                         |
| xxtilldawn／DAWN                                                                            | 王嘉莉（k.ELLY）                                                                            | 李芷君（Ada Lee）                                                                       | 泫希／林芷彤（Aria Lam）                                                                |
| 孫曉賢（Kendy Suen）                                                                        | 胡樂彤（Melody Wu）                                                                         | 浠彤（Heitung）                                                                         | 馬思惠（Macy）                                                                          |
| 張若希（Cheyenne Cheung）                                                                   | 梁雪瑤（Sheryl Leung）                                                                      | 黃樂欣（Chaelia Wong）                                                                  | 葉晴晴（Robynn Yip）                                                                    |
| 廖貝瑩（Vera Liu）                                                                          | iii（Iris Liu）                                                                             | 鄧麗英／麗英（Laiying）                                                                 | 謝雅兒（Ngayi Tse）                                                                     |
| 鍾楚翹（CHOR）                                                                              | 蘇家欣（Brianna So）                                                                        | 郭思（Suey Kwok）                                                                       | 何彥芷（Stella Ho）                                                                     |
| 羅朗翹（Peace Lo）                                                                          | Elphie K                                                                                    |                                                                                         |                                                                                         |
| 2020年（組合）                                                                              |                                                                                             |                                                                                         |                                                                                         |
| All For One 成員：李建龍、龔俊熏、莊梓朗、Jackie Tam、Eric Lau                              | All For One 成員：李建龍、龔俊熏、莊梓朗、Jackie Tam、Eric Lau                              | FIESTER 成員：Alison、Coco、Iris、Amy、Sophia、Kelly                                    | FIESTER 成員：Alison、Coco、Iris、Amy、Sophia、Kelly                                    |
| R.O.O.T 成員：Jan Curious、蘇道哲等                                                         | R.O.O.T 成員：Jan Curious、蘇道哲等                                                         | SADJAY 成員：Anthony、Ringo、Rick、Ande、Yuen Man                                       | SADJAY 成員：Anthony、Ringo、Rick、Ande、Yuen Man                                       |
| VSing 成員：李昊嘉、盧宜均、陳駿軒、張翶揚、黃浩進、劉家卓、曾穎琳、李潔映                  | VSing 成員：李昊嘉、盧宜均、陳駿軒、張翶揚、黃浩進、劉家卓、曾穎琳、李潔映                  | Zolarwind 成員：冠、湯美、波子、藝深                                                    | Zolarwind 成員：冠、湯美、波子、藝深                                                    |
| 小帥叔（Little Handsome Uncles） 成員：何衍隆、飛 洋                                        | 小帥叔（Little Handsome Uncles） 成員：何衍隆、飛 洋                                        | Sex on the Beat 成員：吳筱茵／Candy、顏嘉泳／Fing                                       | Sex on the Beat 成員：吳筱茵／Candy、顏嘉泳／Fing                                       |
| 光頭幫（TomFatKi） 成員：福正／風正（Tommyz）、Ki Chan傑奇、賴泰                            | 光頭幫（TomFatKi） 成員：福正／風正（Tommyz）、Ki Chan傑奇、賴泰                            | MEØWMEØW 成員：Randy、Thaddeus、Pigson、Jack                                            | MEØWMEØW 成員：Randy、Thaddeus、Pigson、Jack                                            |
| 2021年（男）                                                                                |                                                                                             |                                                                                         |                                                                                         |
| Delta T／蛋撻頭                                                                             | Novel Friday                                                                                | 呂爵安（Edan Lui）                                                                      | 胡學軒（Alfred Wu）                                                                     |
| 關浩德（Walter Kwan）                                                                       | 梁業（Fatboy）                                                                              | 曾比特（Mike Tsang）                                                                    | 陳天翺（Eagle Chan）                                                                    |
| 趙浚承（Gary Chiu）                                                                         | 力臻／黃力臻（Lagchun）                                                                     | 張進翹／Mansonvibes（Manson Cheung）                                                    | 張天賦／MC（Michael Cheung）                                                            |
| 崔可迪（Neverlu／Lucas Chuy）                                                               | 戴晉揚（Mark Tai）                                                                          | 何君俊（Casey Ho）                                                                      | 蔡港評（Kobbie Cai）                                                                    |
| 藍（Kit / Raymond Lam）                                                                     | 湯令山（Gareth.T）                                                                          | 曹朗（Ron Tso）                                                                         | 梁子（before the night ends）                                                           |
| 郭嘉駿／193（Denis Kwok）                                                                   | 梁漢忠（Gary Leung）                                                                        | 鄧百亨（Henry Tang）                                                                    | 袁學謙（Benedict Yuen）                                                                 |
| 陳毅燊／ANSONBEAN（Anson Chan）                                                             | 藍寶（Sapphire Wong）                                                                       | 楊樂文（Lokman Yeung）                                                                  | Dean Zachary                                                                            |
| 高暉／LK（Lawrence Ko）                                                                     | 何福權（Ken Ho）                                                                            | 何景熙（Gordon Ho）                                                                     | 廖澤洋（Jerry Liu）                                                                     |
| 藍調人（Bluesman）                                                                          | 藍奕持（Lester Lam）                                                                        | 敖嘉年（Pierre Ngo）                                                                    | 馮家俊（Cousin Fung）                                                                   |
| 薛晉寧                                                                                      | 霍羿文（Rokko Fok）                                                                         | 留香瓊（Lau Heung King）                                                                | 歐陽德輝                                                                                |
| 2021年（女）                                                                                |                                                                                             |                                                                                         |                                                                                         |
| 駱靖琳（Janet Lok）                                                                         | 李然／李妍／李嘉琪（Leanne Li）                                                             | 李俙嬈／李海清（JoJo Li）                                                               | 廖嘉敏（ASHIA）                                                                         |
| 易欣（Yi Yan）                                                                              | 陳青昕（Renee Chan）                                                                        | 區子琳（Paula Au）                                                                      | 孫儀凌（Elise Suen）                                                                    |
| 潘釗彤（Chiutung）                                                                          | 李璧琦（Becky Lee）                                                                         | 張蔓姿（Gigi Cheung）                                                                   | 許東晴（Claudia Koh）                                                                   |
| 周子涵／周詠婷／Kerryta                                                                     | 陳泳伽／Winka                                                                               | 黃寶瑤（Poyiu Wong）                                                                    | 姚寶（Yiubo）                                                                           |
| 廖舒衡（Ed Liao）                                                                           | 鄧巧兒（Bonnie Tang）                                                                       | 霍嘉恩（Gracey Fok）                                                                    | 吳倩怡（Sinnie Ng）                                                                     |
| 陳嘉（CHANKA）                                                                              | 蕭凱恩（Michelle Siu）                                                                      | 炎明熹（Gigi Yim）                                                                      | 姚焯菲（Chantel Yiu）                                                                   |
| 徐嘉蔚（Emiko Tsui）                                                                        | 陳苡臻（Jessica Chan）                                                                      |                                                                                         |                                                                                         |
| 2021年（組合）                                                                              |                                                                                             |                                                                                         |                                                                                         |
| Canband 成員：謝柏忠、鄧鎵康、劉俊賢、劉卓熙                                                | Canband 成員：謝柏忠、鄧鎵康、劉俊賢、劉卓熙                                                | P1X3L 成員：吳啟洋／Phoebus Ng、歐鎮灝／George Au、葉振弘／Marco Ip                     | P1X3L 成員：吳啟洋／Phoebus Ng、歐鎮灝／George Au、葉振弘／Marco Ip                     |
| 石山街（Rock Hill Street） 成員：Marstn、楊彤                                               | 石山街（Rock Hill Street） 成員：Marstn、楊彤                                               | 拾荒客（Ragpickers） 成員：吳悅恆／Michael、孔祥謙／Himsonz、Watergold、Sam、Po         | 拾荒客（Ragpickers） 成員：吳悅恆／Michael、孔祥謙／Himsonz、Watergold、Sam、Po         |
| 惡夢扭蛋（Nightmare Gacha） 成員：Dayze、Higgo／丘凱雄                                      | 惡夢扭蛋（Nightmare Gacha） 成員：Dayze、Higgo／丘凱雄                                      | Cousin 成員：Yiu Cho、Alan Lui等                                                        | Cousin 成員：Yiu Cho、Alan Lui等                                                        |
| 牧民樂隊 成員：何英瑋等                                                                     | 牧民樂隊 成員：何英瑋等                                                                     | Club Fiasco 成員：Herman Kwan、Kenneth Tsang                                            | Club Fiasco 成員：Herman Kwan、Kenneth Tsang                                            |
| MC $oHo & KidNey 成員：蘇致豪、許賢                                                         | MC $oHo & KidNey 成員：蘇致豪、許賢                                                         | Relic 成員：Sick boy、Alun                                                              | Relic 成員：Sick boy、Alun                                                              |
| 初久 成員：Jeffrey、Mel                                                                     | 初久 成員：Jeffrey、Mel                                                                     | After Class 成員：炎明熹、姚焯菲、鍾柔美、詹天文                                        | After Class 成員：炎明熹、姚焯菲、鍾柔美、詹天文                                        |
| WHIZZ 成員：王雨山、Moo、Bowie、Jess                                                        | WHIZZ 成員：王雨山、Moo、Bowie、Jess                                                        | 伍Bud區蕭 成員：區永權、伍仲衡、蕭正楠                                                  | 伍Bud區蕭 成員：區永權、伍仲衡、蕭正楠                                                  |
| 南洋派對（N.Y.P.D.） 成員：Jon、Jack、Chau、Leo、Allex                                      |                                                                                             |                                                                                         |                                                                                         |
| 2022年（男）                                                                                |                                                                                             |                                                                                         |                                                                                         |
| J Ho                                                                                        | 王駿楊（Gordon Flanders）                                                                   | 冼靖峰（Archie Sin）                                                                    | 黎啟峰（Edward Lai）                                                                    |
| 劉瑞祈／KLau（Kay Lau）                                                                     | 海淦清（T.max）                                                                             | 陶大宇（Michael Tao）                                                                   | 顧定軒（Zeno Koo）                                                                      |
| 葉泓聲（Gordon Ip）                                                                         | Tiab                                                                                        | 李駿傑（Jeremy Lee）                                                                    | 馬浩俊（Karton Ma）                                                                     |
| 王智德（Alton Wong）                                                                        | 洪因（Ken Hung）                                                                            | 李昊昕（Bryan Li）                                                                      | 鍾浩賢（Keith Chung）                                                                   |
| Wolfe                                                                                       | 黃明德（Dark Wong）                                                                         | Jerald／陳哲廬（Jerald Chan）                                                           | 宋啟元（Kinyi Sung）                                                                    |
| HLau                                                                                        | 鍾浩麟（Henry Chung）                                                                       | 羅竣勤／kan（Kan Lo）                                                                   | 張馳豪（Aska Cheung）                                                                   |
| 吳保錡（Poki Ng）                                                                           | 丘凱雄／Higgo Raj                                                                           | 宗遙／DEZ（Desmond Yu）                                                                 | 黎展峯（Andy Lai）                                                                      |
| 何英瑋（Ewan Ho）                                                                           | The Royal Leisure                                                                           | 蔡柏明（Arttry Thaijai）                                                                | Fedor Yury                                                                              |
| YUTA                                                                                        | 頡臣（Kitson）                                                                              | 洪助昇（Aiden Hung）                                                                    | 何晉樂（Rock Ho）                                                                       |
| 言作林                                                                                      | 姚少龍／Alexmalism（Alex Yiu）                                                              | 陳宗澤／陳澤言／CY（Chase Chan）                                                        | Byejack／Hijack／徐浩生（Jack Tsui）                                                    |
| 艾威／徐威信（Wilson Tsui）                                                                 | 伍劭行／泰倫斯（Terence Ng）                                                                | 吳啟洋（Phoebus Ng）                                                                    | Janus Wa Dol                                                                            |
| 鄧尚義／FREQ（James Tang）                                                                  | 趙祥誠（Benny Chiu）                                                                        | 何卓彥／Cy Leo                                                                          | 葉彥廷（Frankie Yip）                                                                   |
| Cyrill Lotion                                                                               | Andro Yip                                                                                   | 孫漢霖（Steven Suen）                                                                   | 風正（Tommyz）                                                                          |
| Lewsz                                                                                       | 陳（Chris Polanco）                                                                         | 郭浩皇（Alex Kwok）                                                                     |                                                                                         |
| 2022年（女）                                                                                |                                                                                             |                                                                                         |                                                                                         |
| 吳家忻／kayan9896（Jeannie Ng）                                                             | 楊凱晴（Phoenix Yeung）                                                                     | 谷旻（Alice Kuk）                                                                       | 鍾柔美（Yumi Chung）                                                                    |
| 張蔓莎（Sabrina Cheung）                                                                    | 陳薔天／Tinque.C                                                                            | 鄧凱文（Moon Tang）                                                                     | 盧思穎（Lose Wing）                                                                     |
| 陳凌晞（LinKee Chan）                                                                       | 許雅                                                                                        | 張天穎（Jaime Cheung）                                                                  | 陳可瑩（Chancharlie）                                                                   |
| Alice Cheung                                                                                | 李施嬅（Selena Lee）                                                                        | 洪樂曦（Ivy Hung）                                                                      | Voy Kwan                                                                                |
| 何佩／HOPUI                                                                                 | 黃筠兒（Chloe Wong）                                                                        | 雲浩影（Cloud Wan）                                                                     | 敖可凝（Smiley）                                                                        |
| 藍月／可柔（Hailee）                                                                        | 陳祖                                                                                        | 盧芷韻（Kinki Lo）                                                                      | 盧曉瑩（Michelle Lo）                                                                   |
| 劉君冬（Dorothy Lau）                                                                       | 羅思雅（Jessica Law）                                                                       | 洪韻騏（Wincy Hung）                                                                    | 姜穎芝（GiGi Keung）                                                                    |
| 崔碧珈（Anita Chui）                                                                        | 林倩甯（Melissa Lam）                                                                       | 李雯希／SimonGirl（Simon Lee）                                                          | Anna hisbbuR／安娜·希斯堡                                                               |
| 雅荍（Sophia）                                                                              | 林君蓮（Kaitlyn Lam）                                                                       | 蘇麗珊（Cecilia So）                                                                    | 唐菲（Toffee）                                                                          |
| 趙展彤（Valentina Cho）                                                                     | 張沛樂（Charlotte Cheung）                                                                  | 周卓盈／Mic（Michelle Chow）                                                            | 黃敏晴（Athena Wong）                                                                   |
| 劉曉穎（Sona Lau）                                                                          | 麥皓兒（Cayley Mak）                                                                        | LilithQueenB                                                                            | 佘詩曼（Charmaine Sheh）                                                                |
| 陳哥（Changor）                                                                             | 黃曦桃（TAOTAO）                                                                            | 凌雪怡（Apple Ling）                                                                    |                                                                                         |
| 2022年（組合）                                                                              |                                                                                             |                                                                                         |                                                                                         |
| COLLAR 成員：沈貞巧（隊長）、王家晴、許軼、蘇雅琳、邱彥筒、李芯駖、陳泳伽、蘇芷晴（已退團） | COLLAR 成員：沈貞巧（隊長）、王家晴、許軼、蘇雅琳、邱彥筒、李芯駖、陳泳伽、蘇芷晴（已退團） | 土風舞冬菇（Dancing Mushroom） 成員：（20名）                                           | 土風舞冬菇（Dancing Mushroom） 成員：（20名）                                           |
| Kowloon K 成員：Charlie、Justin、水金、浩、David                                            | Kowloon K 成員：Charlie、Justin、水金、浩、David                                            | 夢遊人（The Sleepwalkers） 成員：Jason Mak、Bonnie、Karen                               | 夢遊人（The Sleepwalkers） 成員：Jason Mak、Bonnie、Karen                               |
| 檸檬雞髀 成員：Yannis、Frankie、雞、檸檬                                                    | 檸檬雞髀 成員：Yannis、Frankie、雞、檸檬                                                    | Lolly Talk 成員：劉綺婷、黃詠霖、郭曉妍、曾美欣、陳紀澄、鄭芷淇、吳倩怡、黃敏蕎         | Lolly Talk 成員：劉綺婷、黃詠霖、郭曉妍、曾美欣、陳紀澄、鄭芷淇、吳倩怡、黃敏蕎         |
| Lab 成員：Apple、iK                                                                         | Lab 成員：Apple、iK                                                                         | STRAYZ 成員：趙展彤（隊長）、黃斯琪（副隊長）、何榛綦、曾家瑩、林暐翹                   | STRAYZ 成員：趙展彤（隊長）、黃斯琪（副隊長）、何榛綦、曾家瑩、林暐翹                   |
| BF3（BeFree） 成員：溫明龍（Zero）（隊長）、朱泊瞳（Billy）、溫詠傑（Alvin）                | BF3（BeFree） 成員：溫明龍（Zero）（隊長）、朱泊瞳（Billy）、溫詠傑（Alvin）                | 舒適症候群（Cozy Syndrome） 成員：Asana、Forky、Gillian、Sherry、Noel                   | 舒適症候群（Cozy Syndrome） 成員：Asana、Forky、Gillian、Sherry、Noel                   |
| 匿名事件（Anonymous Affair） 成員：丁悅、伍偉諾、余德威、李文俊                             | 匿名事件（Anonymous Affair） 成員：丁悅、伍偉諾、余德威、李文俊                             | HiBye 成員：施春、朱敏琪                                                                | HiBye 成員：施春、朱敏琪                                                                |
| KATER 成員：Kamie、Ar Yuen、Tim、Esther、Ryan                                               | KATER 成員：Kamie、Ar Yuen、Tim、Esther、Ryan                                               | The Origin 成員：（4名）                                                                | The Origin 成員：（4名）                                                                |
| 2023年（男）                                                                                |                                                                                             |                                                                                         |                                                                                         |
| 魏浚笙（Jeffrey Ngai）                                                                      | CL.CarL                                                                                     | Peterson                                                                                | Patrick Chan                                                                            |
| Erich Tod                                                                                   | Dvk.                                                                                        | 雨橋（Stanley Tse）                                                                     | KA5TLER                                                                                 |
| 陳澤鴻（GooChan）                                                                           | 葉振弘（Marco Ip）                                                                          | 羅振峰（Vincent Law）                                                                   | 守一（dessy / Desmond Chan）                                                            |
| 邱士縉（Stanley Yau）                                                                       | 林智樂（Felix Lam）                                                                         | quentinn®                                                                               | Jasper Yu                                                                               |
| 英健朗（Jim Ying）                                                                          | 鄧松傑（Adrian Tang）                                                                       | 鄧禮迪（Tik Tang / Kelvin Tang）                                                        | 和泉素行（Izumi Soko）                                                                  |
| 陳偉恩（Tomii Chan）                                                                        | 彭晉（Mike Pang）                                                                           | 劉國匡（Laurie.L）                                                                      | 陳曙輝（Rex Chan）                                                                      |
| Carson Leung                                                                                | 劉智衛（Sam Lau）                                                                           | Kyork                                                                                   | 麥文軒（Sunny Mak）                                                                     |
| SoWhat                                                                                      | UNDEREGO                                                                                    | 馮彥中（Scott Fung）                                                                    | 李白（Brad Li）                                                                         |
| 陰亨俊（mue）                                                                               |                                                                                             |                                                                                         |                                                                                         |
| 2023年（女）                                                                                |                                                                                             |                                                                                         |                                                                                         |
| 賴維茵（Ivy Lai）                                                                           | 許靜雯（Lisa Hui）                                                                          | 秋彤（Claudia Ng）                                                                      | 歸綽嶢（Nancy Kwai）                                                                    |
| 文凱婷（Aeren Man）                                                                         | Cnzero Fish（Elaine Sze）                                                                   | 黃心穎（Jacqueline Wong）                                                               | 黃斯琪／CK（CK Wong）                                                                   |
| 潘靜文（Sherman Poon）                                                                      | 黃琦雅（Angela Wong）                                                                       | 謝裕鈴（Ling Tse）                                                                      | 邱彥筒（Marf Yau）                                                                      |
| 陳樂頤／阿左（Georgina Chan）                                                               | 何榛綦／Nat（Natalie Ho）                                                                   | 詹天文（Windy Zhan）                                                                    | 陳昭煊／超酸（Kilby Chan）                                                              |
| 吳爾珈（Yika Ng）                                                                           | WanillaCoco（盧芷韻）                                                                       | 陳映同（Lezlie Chan）                                                                   | 傅奕思（J Jelly）                                                                       |
| 嚴烯維（MEHz）                                                                              | 何潔瀅（Kyra）                                                                              | 梁式昕（Catrina Leung）                                                                 | 楊雅文／泰妹（ThaiMay）                                                                 |
| 林沚羿（Venus Lam）                                                                         | 劉芷君（Aster Lau）                                                                         | 林暐翹／暐翹（Wyllis Lam）                                                              | 彌詩（JaNICE）                                                                          |
| 阿塵                                                                                        | 余家麗（KALAI）                                                                             | 子靖（Tszching）                                                                        | 鄭莎柔（Hariah Cheng）                                                                  |
| 楊安妮／WinWin                                                                              | 何洛瑤（Sica Ho）                                                                           | 羅毓儀（Yuki Law）                                                                      | 㛓僑（Kamie Lau）                                                                       |
| 羅瑋兒（Rae Law）                                                                           | 馮載欣（Joyce）                                                                             | 包仲欣（Lydia Bao）                                                                     | 慶孫（MAIA）                                                                            |
| 梁樂童（Stephanie Leung）                                                                   | 陳懿（Christy Chan）                                                                        | 甄濟如（Jasmine Yen）                                                                   | 蔡愷穎（Lolita Tsoi）                                                                   |
| 張卓婷（nico）                                                                              | 蘇凱倫（Helen So）                                                                          | 黃雪燁（Bonbon Suet）                                                                   | 黎靜曈（Lily Lai）                                                                      |
| RAEY                                                                                        | 潘芊而（Miss Janni）                                                                        | 黎晴希（Athena Lai）                                                                    |                                                                                         |
| 2023年（組合）                                                                              |                                                                                             |                                                                                         |                                                                                         |
| EOS 成員：梁穎怡（隊長）、雷善晴、廖樂兒                                                    | EOS 成員：梁穎怡（隊長）、雷善晴、廖樂兒                                                    | FLAT550 成員：TAOTAO、Brain Au、Fok Ka Wai、Dimitri Ng、Van                             | FLAT550 成員：TAOTAO、Brain Au、Fok Ka Wai、Dimitri Ng、Van                             |
| HeartShine 成員：Tiger（符紀男）、Bryan、Max、Kevin                                         | HeartShine 成員：Tiger（符紀男）、Bryan、Max、Kevin                                         | 立秋 成員：（5名）                                                                      | 立秋 成員：（5名）                                                                      |
| 寧花月 成員：Gary、Zero、Icy、Anvy                                                          | 寧花月 成員：Gary、Zero、Icy、Anvy                                                          | :poms 成員：（12名）                                                                    | :poms 成員：（12名）                                                                    |
| Beanies 成員：張天穎、潘釗彤、陳樂頤、李凱翹、黃健怡                                        | Beanies 成員：張天穎、潘釗彤、陳樂頤、李凱翹、黃健怡                                        | 新田公路 成員：許紹燊（小新）、田見超（田中）                                           | 新田公路 成員：許紹燊（小新）、田見超（田中）                                           |
| 子飛魚 成員：朱敏希、羅曦林（Hailey L）                                                     | 子飛魚 成員：朱敏希、羅曦林（Hailey L）                                                     | N9 成員：游學修（Neo Yau）、潘宗孝（Ern9 / Ernest Poon）                                | N9 成員：游學修（Neo Yau）、潘宗孝（Ern9 / Ernest Poon）                                |
| XiX 成員：梁善知、楊秉頤、繆昀希、鄧曉殷、莊殷玥（已退團）                                  | XiX 成員：梁善知、楊秉頤、繆昀希、鄧曉殷、莊殷玥（已退團）                                  | FOOLYA 虎牙 成員：阿正、梁子                                                            | FOOLYA 虎牙 成員：阿正、梁子                                                            |
| 地球旅人 成員：Kam Kam、Jerry、Matthew、Isis、JK                                            | 地球旅人 成員：Kam Kam、Jerry、Matthew、Isis、JK                                            | FINALLY 成員：程仁富（隊長）、關浩傑、朱柏熹、姚澤汶                                    | FINALLY 成員：程仁富（隊長）、關浩傑、朱柏熹、姚澤汶                                    |
| SPIRAL 成員：李婉君、曾祉婷、何思澄（已退團）、李濰靜（已退團）                             | SPIRAL 成員：李婉君、曾祉婷、何思澄（已退團）、李濰靜（已退團）                             | Me& 成員：黃淑蔓、連家穎、譚旻萱                                                        | Me& 成員：黃淑蔓、連家穎、譚旻萱                                                        |
| 弎腳貓（3LegsMeow） 成員：Carmen Ip、Namson等4名                                            | 弎腳貓（3LegsMeow） 成員：Carmen Ip、Namson等4名                                            | Hedgehog 成員：（5名）                                                                  | Hedgehog 成員：（5名）                                                                  |
| Wantamnam 我地希望 成員：逢一、莊君皓、Kuma、Prokacha                                       | Wantamnam 我地希望 成員：逢一、莊君皓、Kuma、Prokacha                                       | SULIS 成員：冼彥龍、范文浩、朱啟軒、郭凌峰                                              | SULIS 成員：冼彥龍、范文浩、朱啟軒、郭凌峰                                              |
| 2024年（男）                                                                                |                                                                                             |                                                                                         |                                                                                         |
| 黃泓祖／CotaBoii（Taco Wong）                                                               | 邱傲然（Tiger Yau）                                                                         | 陳瑞輝（Frankie Chan）                                                                  | 方俊（Aman Fong）                                                                       |
| 胡肇賢／SY                                                                                  | 黃家灝／KC                                                                                  | 田曜誠／Tsoul                                                                           | 陳鴻翔（Mark Chan）                                                                     |
| 歐鎮灝（George Au）                                                                         | 范梓謙（Teddy Fan）                                                                         | 劉宇軒／YueHin                                                                          | 羅啟豪（Ramon Lo）                                                                      |
| 莫煥基（Lawrence Mok）                                                                      | 范卓賢（Jacky Fcy）                                                                         | 曾傲棐（Arvin Tsang）                                                                   | 姜卓文／細John（John Chiang, Jr）                                                       |
| 周傲霆（Vin Chow）                                                                          | 李祖南（Cho Lewis）                                                                         | 張耀升（Ricardo）                                                                       | 林山川（Sanchez Lam）                                                                   |
| 張光宇（Ian Heriec）                                                                        | 丘俊禧（Frankie Yau）                                                                       | 黃奕斌（Hugo Wong）                                                                     | 吳思岐                                                                                  |
| 陳駿軒（Bernard Chan）                                                                      | 梁瑞峰（JUNI / June Leung）                                                                 | 韓照昌（Anson Hon）                                                                     | 林子超（Andy Lin）                                                                      |
| 陳泓升（Vincent Chan）                                                                      | 朱中（Chung Chu）                                                                           | 太陽（RVA）                                                                             | 凌卓烽／NOAH                                                                            |
| 王慶南（Paco Wong）                                                                         | 譚輝智（Raymond Tam）                                                                       | 林希言（Penny Lam）                                                                     | 俞子塵／yuzz_steven                                                                     |
| 劉肇文（Simonzai）                                                                          | Photo Byme                                                                                  | TONYI                                                                                   | All Music Ball                                                                          |
| 陳章棨（Kay Chan）                                                                          | 吳大強（Bill Ng）                                                                           |                                                                                         |                                                                                         |
| 2024年（女）                                                                                |                                                                                             |                                                                                         |                                                                                         |
| 大金／DaiKim                                                                                | 彩屏（Ada Wong）                                                                            | 黃婉君（Rosanne Wong）                                                                  | 黃健怡（Winky Wong）                                                                    |
| 林芊瑩（Irene Lam）                                                                         | 陳伊霖（Eelyn Chan）                                                                        | 李泇霖（Jenny Li）                                                                      | Reika（Candies Kwok）                                                                   |
| 鍾海藍（Racy）                                                                              | 薛梓瑩                                                                                      | 林愷鈴（Ashley Lin）                                                                    | 李凱翹（Kay Lee）                                                                       |
| 支嚳儀（Venus Chi）                                                                         | 許澄（Lisa Hui）                                                                            | 張雅麗（Annie Cheung）                                                                  | 李芯駖／Sumling                                                                         |
| 文炎君（Bonnie Man）                                                                        | 張運兒（Yoona Cheung）                                                                      | 范明熙（Vevila Fan）                                                                    | 熙諭（Chloe）                                                                           |
| 藍曉瑩／NamNam                                                                              | 黃正宜／阿正                                                                                | 廖樂兒／Lokyi                                                                           | 謝思穎（Tracy Tse）                                                                     |
| 吳欣彤（Isabella）                                                                          | 梁宸語（ZEV）                                                                               | 李佳（Miranda Lee）                                                                     | murmurcup                                                                               |
| 李姬雪（Cash Lee）                                                                          | 蔡可汶（Maggie Tsoi）                                                                       | 田 NOËLLE                                                                               | Mad                                                                                     |
| 張雅麗（Annie Cheung）                                                                      | 盧嘉敏（Carmen Lo）                                                                         | 羅伊彤                                                                                  | Cynn                                                                                    |
| 楊逸晴（Victoria Yeung）                                                                    | 林舜茹（Sara Lam）                                                                          | 奚伊妮（Ah Lee）                                                                        |                                                                                         |
| 2024年（組合）                                                                              |                                                                                             |                                                                                         |                                                                                         |
| 熱血躺平族（HotBSG） 成員：雨橋、劉皓嵐、尹澤生                                             | 熱血躺平族（HotBSG） 成員：雨橋、劉皓嵐、尹澤生                                             | MATCH 成員：鄭仲豪、雷振耀、何家銘、李嘉俊、劉宇軒                                      | MATCH 成員：鄭仲豪、雷振耀、何家銘、李嘉俊、劉宇軒                                      |
| ROVER 成員：卓金樂（隊長）、陳鎮亨、王希晉、雷濠權                                          | ROVER 成員：卓金樂（隊長）、陳鎮亨、王希晉、雷濠權                                          | 行動派（Hustle Don't Play） 成員：蔡承恩（Billy Choi）、Ki Chan傑奇、賴泰（肥仔）、東城 | 行動派（Hustle Don't Play） 成員：蔡承恩（Billy Choi）、Ki Chan傑奇、賴泰（肥仔）、東城 |
| 深淵航行（Cruiser）成員：（7名）                                                            | 深淵航行（Cruiser）成員：（7名）                                                            | 頑固未來（Ganko Mirai）成員：Jon、阿飛、Hugo、Gary、Sunny Lai                           | 頑固未來（Ganko Mirai）成員：Jon、阿飛、Hugo、Gary、Sunny Lai                           |
| ALL IN（無畏女孩） 成員：蘇俏慧（隊長）、盧詠芯、梁心瀘、區慧珊                             | ALL IN（無畏女孩） 成員：蘇俏慧（隊長）、盧詠芯、梁心瀘、區慧珊                             | DIFINE 成員：Regent、Cheuko、Jerry、Cotton、VOX                                         | DIFINE 成員：Regent、Cheuko、Jerry、Cotton、VOX                                         |
| JFYT 成員：周殷廷（隊長）、床哥、良少、米爺、雞翼                                           | JFYT 成員：周殷廷（隊長）、床哥、良少、米爺、雞翼                                           | VIVA 成員：姜咏鑫、李晞彤、馬思惠、張鈊貽                                               | VIVA 成員：姜咏鑫、李晞彤、馬思惠、張鈊貽                                               |
| OneUp 成員：賀邦（Bronny Holt）、方智弘（Oscar Fong）                                       | OneUp 成員：賀邦（Bronny Holt）、方智弘（Oscar Fong）                                       | 開鎖佬（Locksmiths） 成員：Tom、大雄、Eric、阿東、Harry                                 | 開鎖佬（Locksmiths） 成員：Tom、大雄、Eric、阿東、Harry                                 |
| 9BoThew（膠保廢） 成員：阿寶、Matthew                                                       | 9BoThew（膠保廢） 成員：阿寶、Matthew                                                       | MIS 成員：Terrance、華倫、Bee                                                           | MIS 成員：Terrance、華倫、Bee                                                           |
| UNi 成員：何思澄（隊長）、麥愷彤、楊月銀、吳思凝                                            | UNi 成員：何思澄（隊長）、麥愷彤、楊月銀、吳思凝                                            | RowdyRoadie（嘈吵露迪）成員：（7名）                                                    | RowdyRoadie（嘈吵露迪）成員：（7名）                                                    |
| Daze in White 成員：Felix Cheang、Michael Szeto 、Dennis Wan 、Eugene Lei 、Dash Lei        |                                                                                             |                                                                                         |                                                                                         |
| 2025年（男）                                                                                |                                                                                             |                                                                                         |                                                                                         |
| 范浩賢（Neal Fan）                                                                          | F.J.                                                                                        | 葉家敬（King Yip）                                                                      | 冰島／麥楗熹（David Mak）                                                               |
| 丁子朗（Karl Ting）                                                                         | 羅樂                                                                                        | 陳浚霆（Andrew Chan）                                                                   | 丁文俊（Angus Ting）                                                                    |
| 顏志恒（Benson Ngan）                                                                       | 鄺旨呈／旨呈                                                                                | 王胤正                                                                                  | 馮君頤（Hugo Fung）                                                                     |
| 憬日希／Elden.K                                                                             | 梁煒謙／VINCE                                                                               | 劉界輝／JUZTIN                                                                          | 黃子康（Blue Wong）                                                                     |
| 陳肇麟（Allan Chan）                                                                        | 黃峻𤋮（Heize Wong）                                                                        | 唐卓霆（Edwin Tong）                                                                    | 郭澧羲（Hayson Kwok）                                                                   |
| 盧思行（Don Lou）                                                                           | 吳偉豪（Will Ng）                                                                           | 吳兆龍（Isaac Ng）                                                                      | 劉洋                                                                                    |
| 梁瑋城（Ritchie Leong）                                                                     | Tr33                                                                                        | 林暐竣（Regent Lam）                                                                    | 梁崇希（Caleb Leung）                                                                   |
| 趙亮昭（Chill Chiu）                                                                        | 康志維（Edmond Hong）                                                                       | 李金凱（Jackie Li）                                                                     |                                                                                         |
| 2025年（女）                                                                                |                                                                                             |                                                                                         |                                                                                         |
| 許軼／Day                                                                                   | 洪心怡                                                                                      | 黎紜蔚／肥肥人（Vivian Lai）                                                            | 鍾熙彤（Scarlett Chung）                                                                |
| 戴鎧霖／JD                                                                                  | 龍婷（Stacey Long）                                                                         | 林彥言（Jay Lam）                                                                       | 小神經／Little Nerve                                                                    |
| 冼婉雯（Jess Sin）                                                                          | 盧慧敏（Amy Lo）                                                                            | 柯驛誼（Myth Or）                                                                       | 黄洛妍（Janees Wong）                                                                   |
| 吳梓清／表妹 Mona                                                                           | 湯盈／Tani                                                                                  | 陳紫茵／Gianne                                                                          | 張琬茵／Heddi                                                                           |
| Dale（Dale Wong）                                                                           | 關嘉敏（Carman Kwan）                                                                       | 陸海悠（Hazel Luk）                                                                     | 鄭杞瑤（Kylie Cheng）                                                                   |
| 陳康堤／CONSTANCE                                                                           | 黃博                                                                                        | 盧瑤／Luyiu（Yoyo Lu）                                                                  | 陳彥璇／Sandy Natsuly                                                                   |
| RIIANA （Riiana Li）                                                                        |                                                                                             |                                                                                         |                                                                                         |
| 2025年（組合）                                                                              |                                                                                             |                                                                                         |                                                                                         |
| MISSY 成員：陳芊芸、林思彤、王玥、陳俞霏、陳譽文                                            | MISSY 成員：陳芊芸、林思彤、王玥、陳俞霏、陳譽文                                            | 兄弟（Hey Brother） 成員：李思捷、曹永廉、黃智賢、麥長青、唐文龍                        | 兄弟（Hey Brother） 成員：李思捷、曹永廉、黃智賢、麥長青、唐文龍                        |
| 超聲團 成員：區瑞明、揚溢、熊力衡、張家豪、姚芷慧、鍾凱瑩、夏雪、謝珮珊                     | 超聲團 成員：區瑞明、揚溢、熊力衡、張家豪、姚芷慧、鍾凱瑩、夏雪、謝珮珊                     | W.F.C 成員：小胡、阿花、Nigel                                                           | W.F.C 成員：小胡、阿花、Nigel                                                           |
| 熱血生物 成員：㛓僑（Kamie）、藍曉瑩（Nam Nam）                                             | 熱血生物 成員：㛓僑（Kamie）、藍曉瑩（Nam Nam）                                             | Butterfly Dagger 成員：Kester Ku、Rick Pong                                             | Butterfly Dagger 成員：Kester Ku、Rick Pong                                             |
| Illusion 成員：Vin 、Tik、Hei 、Fish、Shane、Polam                                          | Illusion 成員：Vin 、Tik、Hei 、Fish、Shane、Polam                                          | One Take-Off 成員：歐國成、何駿廷                                                       | One Take-Off 成員：歐國成、何駿廷                                                       |
| The Flame 成員：張潔瑩、李浩恩、陳思齊                                                      | The Flame 成員：張潔瑩、李浩恩、陳思齊                                                      | ORANGE VS CURIOUS 成員：Mike Orange、Jan Curious                                        | ORANGE VS CURIOUS 成員：Mike Orange、Jan Curious                                        |
| 晚安莉莉 成員：Sinnie、Yam、政、陳雞、水金、小伍                                            | 晚安莉莉 成員：Sinnie、Yam、政、陳雞、水金、小伍                                            | Honey Punch 成員：Casey（隊長）、Jacey（副隊長）、Alma、Chelsa、Colour、Keira           | Honey Punch 成員：Casey（隊長）、Jacey（副隊長）、Alma、Chelsa、Colour、Keira           |

## 相關
- 香港四台冠軍歌曲及頒獎禮獲獎列表
- 粵語流行音樂
- 香港唱片公司列表

## 備註
1. ↑  劉雅麗之母。
2. ↑  徐小鳳之弟。
3. ↑  正職為電視台編導，人稱「編導歌王」。
4. ↑  菲律賓裔，曾於第二屆香港金唱片頒獎典禮獲本地金唱片。
5. ↑  1970年代初已以黃鸝兒之名駐唱及登台。
6. ↑  1982年推出個人專輯《夢裡夢外》，但代表作《足印》在1980年已收錄於《香港校園創作民歌專輯》。
7. ↑  1984年發行自資唱片《大路上》。
8. ↑  1978年在電視劇《奮鬥》中飾演歌手，並於劇中演唱插曲明日話今天，為此歌原唱者。
9. ↑  據報道已離世。
10. ↑  1986年第二屆嘉士伯流行音樂節亞軍。
11. ↑  原名Regal，1986年第二屆嘉士伯流行音樂節冠軍。
12. ↑  廣州歌手，原屬廣東音樂團紅玫瑰樂隊，1988年以廣東省代表身份參加亞洲電視第三屆《未來偶像爭霸戰》，奪得「未來偶像大獎」（等同冠軍），後曾於香港發展。
13. ↑  代表作是與王翊合唱的《一呼百應》（1988年漢城奧運會主題曲《Hand in Hand》的中文版）。
14. ↑  酒廊歌手出身，師承肥媽，藝視唱片為她首次發行唱片。
15. ↑  1986年第二屆嘉士伯流行音樂節季軍。
16. ↑  前身為「長城」樂隊。1987年第三屆嘉士伯流行音樂節冠軍。
17. ↑  仇雲波之弟。香港電台「八八新星英文歌曲挑戰賽」冠軍。
18. ↑  香港出生，成長於馬來西亞，1989年Face唱片為她首次發行唱片前，已有不少演出機會。
19. ↑  1987年第三屆嘉士伯流行音樂節季軍。
20. ↑  以英語歌曲為主。
21. ↑  獨立樂隊。後曾重組，陳紀澤退出。黃志淙及馮炳輝後均成為大學講師。
22. ↑  出身於羅文伴舞「豹小子」。
23. ↑  前身成立於1989年10月1日，原名「Adam Met Karl」。
24. ↑  從台灣到香港發展，與羅文的伴舞「豹小子」同名，但無關係。
25. ↑  1992年亞洲電視《十九區卡拉OK歌皇爭霸戰》季軍，後簽約為亞洲電視藝員。
26. ↑  三人皆為舞蹈藝員出身。1992年在劉德華的美國巡迴演唱會擔任和音，而獲唱片公司注意，第一張大碟為《瀟灑》。
27. ↑  三人同為電台DJ出身及兼任電視台音樂節目主持。
28. ↑  原名郭羅以。電台DJ及作曲家出身，1997年發表唯一個人專輯《她生》。
29. ↑  盧巧音為後來加入的女主音，其加入後成為一男一女雙主音。
30. 1 2 3 4 5  2001年稻草人製作有限公司（後演變為新亞洲娛樂集團）安排旗下林心如、鍾汶、袁耀發、湯鈞禧、陳曉淇、李奇駱六人分別發行個人迷你專輯連「稻草人兵團」名義的六人雜綿碟。
31. ↑  獨立創作歌手。
32. ↑  曾獲第19屆CASH流行曲創作大賽冠軍。
33. ↑  所有成員均為運動員出身。
34. ↑  成員皆為𡃁模。
35. ↑  2015年成立的獨立樂隊，不久即轉往台灣發展，2017年回香港推出首支粵語歌。
36. ↑  街頭歌手出身。
37. ↑  業餘歌手，正職為律師。
38. ↑  成員均為上班族的業餘樂隊。
39. ↑  韋然之妻。